# Nati nel 1896
| Questa pagina contiene informazioni ricavate automaticamente dalle voci biografiche con l'ausilio del template Bio e di un bot. L'aggiornamento è periodico e automatico e ricostruisce completamente la pagina. Se manca una persona in questa lista, sei pregato di non aggiungerla, ma accertati piuttosto che la sua voce biografica contenga il template Bio e che i dati anagrafici siano correttamente compilati. Se il template Bio manca, inseriscilo tu stesso o, in alternativa, metti l'avviso {{tmp\|Bio}} che ne segnala la mancanza. Se i dati riportati sono sbagliati, correggi direttamente la voce biografica; le modifiche saranno visibili in questa lista entro pochi giorni. Per chiarimenti vedi il progetto biografie. La lista contiene solo le 1.373 persone che sono citate nell'enciclopedia e per le quali è stato implementato correttamente il template Bio. Pagina aggiornata al 18 ago 2025. |

## Gennaio(127)
- 1º gennaio - Ettore Biamino, militare italiano († 1917)
- 1º gennaio - Vladimir Aleksandrovič Braun, regista cinematografico sovietico († 1945)
- 1º gennaio - Friedrich von Broich, generale tedesco († 1974)
- 1º gennaio - Harry Glantz, trombettista ucraino († 1982)
- 1º gennaio - Teinosuke Kinugasa, regista e sceneggiatore giapponese († 1982)
- 1º gennaio - Girolamo Li Causi, partigiano, politico e giornalista italiano († 1977)
- 1º gennaio - Salvador de la Plaza, politico e sindacalista venezuelano († 1970)
- 1º gennaio - Leone Scotti, calciatore italiano († 1960)
- 2 gennaio - Władysław Dobrowolski, schermidore polacco († 1969)
- 2 gennaio - Giuseppe Enrici, ciclista su strada italiano († 1968)
- 2 gennaio - Piet Ikelaar, pistard e ciclista su strada olandese († 1992)
- 2 gennaio - Mario Jacchia, avvocato, militare e partigiano italiano († 1944)
- 2 gennaio - Luigi Manfredi, militare italiano († 1943)
- 2 gennaio - Aldo Milano, calciatore italiano († 1921)
- 2 gennaio - Accursio Miraglia, sindacalista italiano († 1947)
- 2 gennaio - Dziga Vertov, regista e sceneggiatore sovietico († 1954)
- 3 gennaio - Manlio Giarrizzo, pittore italiano († 1957)
- 3 gennaio - Jay L. Lush, genetista statunitense († 1982)
- 3 gennaio - Bill Rawlings, calciatore inglese († 1972)
- 3 gennaio - William Watson, regista e sceneggiatore canadese († 1967)
- 3 gennaio - Berta Zahourek, nuotatrice austriaca († 1967)
- 4 gennaio - Eugen Angelescu, chimico rumeno († 1968)
- 4 gennaio - Victor Arménise, direttore della fotografia italiano († 1957)
- 4 gennaio - Clement Browne, pallanuotista statunitense († 1964)
- 4 gennaio - Everett Dirksen, politico statunitense († 1969)
- 4 gennaio - Agostino Gabucci, musicista italiano († 1976)
- 4 gennaio - André Masson, pittore francese († 1987)
- 5 gennaio - Marian Ainslee, sceneggiatrice statunitense († 1966)
- 5 gennaio - Joe Ball, serial killer statunitense († 1938)
- 5 gennaio - Wilhelm Klemm, chimico tedesco († 1985)
- 5 gennaio - Erwin Puschner, calciatore e allenatore di calcio austriaco († 1966)
- 6 gennaio - Riccardo Bauer, storico, giornalista e politico italiano († 1982)
- 6 gennaio - Antonia Bolognesi, archivista italiana († 1976)
- 6 gennaio - Charles Austin Gardner, botanico australiano († 1970)
- 6 gennaio - Lydia Johnson, danzatrice, cantante e attrice russa († 1969)
- 6 gennaio - Joseph Paty, calciatore belga
- 6 gennaio - Herminio Martínez Álvarez, calciatore spagnolo († 1976)
- 7 gennaio - Mario Chiodi, calciatore italiano († 1974)
- 8 gennaio - Steponas Darius, aviatore e calciatore lituano († 1933)
- 8 gennaio - Konstantin Konstantinovič Judin, regista cinematografico sovietico († 1957)
- 8 gennaio - Marie Prevost, attrice canadese († 1937)
- 8 gennaio - Léon Vandermeiren, calciatore belga († 1955)
- 8 gennaio - Jaromír Weinberger, compositore cecoslovacco († 1967)
- 10 gennaio - Walter Blume, aviatore, progettista e ingegnere aeronautico tedesco († 1964)
- 10 gennaio - Amedeo D'Albora, ingegnere, dirigente sportivo e politico italiano († 1980)
- 10 gennaio - Michele Lanzetta, politico italiano († 1974)
- 10 gennaio - Frances Louise Lockridge, scrittrice statunitense († 1963)
- 10 gennaio - Virginia Valli, attrice statunitense († 1968)
- 11 gennaio - Paddy Driscoll, giocatore di baseball, allenatore di football americano e giocatore di football americano statunitense († 1968)
- 11 gennaio - Guido Graziani, allenatore di pallacanestro, allenatore di baseball e dirigente sportivo italiano († 1986)
- 11 gennaio - Spartaco Majani, arbitro di calcio italiano († 1979)
- 11 gennaio - Heinrich Stuhlfauth, calciatore tedesco († 1966)
- 11 gennaio - Enrico Tirabassi, calciatore e allenatore di calcio italiano († 1941)
- 12 gennaio - Keen Johnson, politico statunitense († 1970)
- 12 gennaio - Joaquín Maurín, politico spagnolo († 1973)
- 12 gennaio - Uberto de Morpurgo, tennista italiano († 1961)
- 12 gennaio - Jane Novak, attrice statunitense († 1990)
- 12 gennaio - Lia Orlandini, attrice e doppiatrice italiana († 1975)
- 12 gennaio - Boris Skosyrev, avventuriero russo († 1989)
- 12 gennaio - David Wechsler, psicologo rumeno († 1981)
- 12 gennaio - Nobuko Yoshiya, scrittrice giapponese († 1973)
- 13 gennaio - Nando Tamberlani, attore, scenografo e regista italiano († 1967)
- 14 gennaio - John Dos Passos, scrittore, giornalista e saggista statunitense († 1970)
- 14 gennaio - Dino Giacobbe, politico, partigiano e ingegnere italiano († 1984)
- 14 gennaio - Ildefonso Rea, vescovo cattolico e abate italiano († 1971)
- 14 gennaio - Hans J. Salter, compositore austriaco († 1994)
- 14 gennaio - Ivan Slezjuk, vescovo cattolico ucraino († 1973)
- 14 gennaio - Adriano Zanaga, ciclista su strada italiano († 1977)
- 15 gennaio - Marjorie Bennett, attrice australiana († 1982)
- 15 gennaio - Fausto Buoninsegni, giornalista e politico italiano
- 15 gennaio - Carlo Franchetti, alpinista e speleologo italiano († 1953)
- 15 gennaio - Jack Oosterlaak, velocista sudafricano († 1968)
- 16 gennaio - Prospero Gianferrari, ingegnere, politico e imprenditore italiano († 1953)
- 17 gennaio - Léon Devos, ciclista su strada belga († 1963)
- 17 gennaio - Gianbattista Gilli, ciclista su strada italiano († 1971)
- 17 gennaio - Vitaliano Lugli, ciclista su strada italiano († 1955)
- 18 gennaio - Domenico Colasanto, politico italiano († 1966)
- 18 gennaio - Ott Christoph Hilgenberg, ingegnere, scienziato e umanista tedesco († 1976)
- 18 gennaio - Bill McGowan, arbitro di baseball statunitense († 1954)
- 18 gennaio - Hella Moja, attrice, produttrice cinematografica e sceneggiatrice tedesca († 1951)
- 18 gennaio - Ville Ritola, mezzofondista e siepista finlandese († 1982)
- 18 gennaio - Hans Sedlmayr, storico dell'arte austriaco († 1984)
- 19 gennaio - Volger Andersson, fondista svedese († 1969)
- 19 gennaio - Giustino Arpesani, avvocato, diplomatico e politico italiano († 1980)
- 19 gennaio - Roberto Lontano, militare italiano
- 19 gennaio - Mary MacLaren, attrice statunitense († 1985)
- 19 gennaio - Giovanni Ponti, partigiano e politico italiano († 1961)
- 19 gennaio - Aldo Pontremoli, fisico italiano († 1928)
- 20 gennaio - George Burns, comico e attore statunitense († 1996)
- 20 gennaio - Elmer Diktonius, scrittore finlandese († 1961)
- 20 gennaio - Kim Myeong-sun, scrittrice, poetessa e attivista coreana († 1951)
- 20 gennaio - Irene Curzon, II baronessa Ravensdale, politica inglese († 1966)
- 20 gennaio - Rolfe Sedan, attore statunitense († 1982)
- 21 gennaio - Guy Gilpatric, aviatore, giornalista e scrittore statunitense († 1950)
- 21 gennaio - Paula Hitler, austriaca († 1960)
- 21 gennaio - J. Carrol Naish, attore statunitense († 1973)
- 21 gennaio - Masa Perttilä, lottatore finlandese († 1968)
- 21 gennaio - Theodore Stephanides, radiologo, naturalista e biologo greco († 1983)
- 22 gennaio - Guglielmo Bravo, imprenditore italiano († 1944)
- 22 gennaio - Norman Gilroy, cardinale e arcivescovo cattolico australiano († 1977)
- 23 gennaio - Carlotta di Lussemburgo, nobile († 1985)
- 23 gennaio - Donato Menichella, economista e dirigente d'azienda italiano († 1984)
- 24 gennaio - Bernardo Barbiellini Amidei, politico italiano († 1940)
- 24 gennaio - Gojmir Anton Kos, pittore sloveno († 1970)
- 24 gennaio - Yasuji Murata, animatore giapponese († 1966)
- 24 gennaio - Johannes Theodor Suhr, vescovo cattolico danese († 1997)
- 25 gennaio - Oprando Bottura, giavellottista e pesista italiano († 1961)
- 25 gennaio - Henri Glasson, calciatore svizzero († 1968)
- 25 gennaio - Florence Mills, cantante, ballerina e cabarettista statunitense († 1927)
- 25 gennaio - John Moores, imprenditore e filantropo inglese († 1993)
- 25 gennaio - Luigi Stabilini, ingegnere italiano († 1967)
- 26 gennaio - Alberto Bragaglia, pittore italiano († 1985)
- 26 gennaio - Alfred J. Goulding, regista e sceneggiatore australiano († 1972)
- 26 gennaio - Josef Kiss, aviatore austro-ungarico († 1918)
- 27 gennaio - Augusto Gaetano Avanzini, calciatore italiano († 1979)
- 27 gennaio - Maria Teresa Freyre de Andrade, bibliografa e bibliotecaria cubana († 1975)
- 27 gennaio - Milton Kibbee, attore statunitense († 1970)
- 27 gennaio - Agustín Muñoz Grandes, politico e generale spagnolo († 1970)
- 27 gennaio - Anatolij Nikolaevič Obuchov, ballerino russo († 1962)
- 27 gennaio - Paolo Venerosi Pesciolini, politico italiano († 1964)
- 29 gennaio - Maurice Thédié, calciatore francese († 1944)
- 29 gennaio - Edzard Jacob van Holthe, ammiraglio olandese († 1967)
- 31 gennaio - Olive Carey, attrice statunitense († 1988)
- 31 gennaio - Sofija Janovskaja, matematica e storica russa († 1966)
- 31 gennaio - Eric Miéville, diplomatico inglese († 1971)
- 31 gennaio - Charlie Robertson, giocatore di baseball statunitense († 1984)
- 31 gennaio - Lewis Strauss, politico statunitense († 1974)

## Febbraio(101)
- 1º febbraio - Bartolomeo Bolla, politico italiano († 1979)
- 1º febbraio - Alfonso Caso, archeologo e politico messicano († 1970)
- 1º febbraio - Anastasio Somoza García, politico e generale nicaraguense († 1956)
- 2 febbraio - Leopold De Groof, calciatore belga († 1984)
- 2 febbraio - Kazimierz Kuratowski, matematico polacco († 1980)
- 3 febbraio - Antonio Bonsignore, militare e carabiniere italiano († 1936)
- 3 febbraio - Alexander Grant Dexter, giornalista canadese († 1961)
- 3 febbraio - Umberto Montanari, calciatore italiano († 1945)
- 4 febbraio - George Dossin, archeologo, assiriologo e storico dell'arte belga († 1993)
- 4 febbraio - Friedrich Glauser, scrittore svizzero († 1938)
- 4 febbraio - Friedrich Hund, fisico tedesco († 1997)
- 4 febbraio - Ettore Leale, calciatore e politico italiano († 1963)
- 5 febbraio - Jacques Pessers, vescovo cattolico olandese († 1961)
- 5 febbraio - Elia Rossi Passavanti, militare, politico e magistrato italiano († 1985)
- 6 febbraio - Paul-Émile Bel, calciatore francese († 1932)
- 6 febbraio - Anastase Dragomir, ingegnere e inventore romeno († 1966)
- 7 febbraio - Thomas Holenstein, politico svizzero († 1962)
- 7 febbraio - Galliano Masini, tenore italiano († 1986)
- 7 febbraio - D'Arcy McCrea, tennista e chirurgo irlandese († 1940)
- 7 febbraio - Jacob Paludan, scrittore danese († 1975)
- 7 febbraio - Frank Sullivan, montatore statunitense († 1972)
- 8 febbraio - Samuel J. Briskin, produttore cinematografico russo († 1968)
- 9 febbraio - Alberto Vargas, pittore e illustratore peruviano († 1982)
- 10 febbraio - Alf Aanning, ginnasta norvegese († 1948)
- 10 febbraio - John Harding, generale britannico († 1989)
- 10 febbraio - Alister Hardy, biologo inglese († 1985)
- 10 febbraio - Gunnar Söderlindh, ginnasta svedese († 1969)
- 11 febbraio - Raffaele Bensi, presbitero italiano († 1985)
- 11 febbraio - Józef Kałuża, allenatore di calcio e calciatore polacco († 1944)
- 11 febbraio - Gunnar Lindström, giavellottista svedese († 1951)
- 11 febbraio - Piero Operti, storico italiano († 1975)
- 11 febbraio - Salvatore Perfetti, militare italiano († 1917)
- 11 febbraio - Aron Pollitz, calciatore svizzero († 1977)
- 11 febbraio - Agide Simonazzi, velocista e mezzofondista italiano († 1951)
- 11 febbraio - Raffaele Stasi, militare italiano († 1917)
- 11 febbraio - Bonaventura Tecchi, scrittore e germanista italiano († 1968)
- 11 febbraio - Giovanni Zambotto, calciatore italiano († 1977)
- 12 febbraio - Pete Herman, pugile statunitense († 1973)
- 12 febbraio - Auguste Parfondry, ciclista su strada belga
- 13 febbraio - Margarete Adler, nuotatrice austriaca († 1990)
- 13 febbraio - Felia Doubrovska, ballerina e insegnante russa († 1981)
- 13 febbraio - Piero Ferretti, avvocato, militare e politico italiano († 1951)
- 13 febbraio - George Hackathorne, attore statunitense († 1940)
- 13 febbraio - Renato Punzo, politico italiano
- 13 febbraio - Gino Rovetta, dirigente sportivo italiano († 1965)
- 14 febbraio - Johnny Duncan, calciatore e allenatore di calcio scozzese († 1966)
- 14 febbraio - Alfred Gause, generale tedesco († 1967)
- 14 febbraio - Eric Gordon, germanista, traduttore e filologo canadese († 1938)
- 14 febbraio - Werner Richard Heymann, compositore tedesco († 1961)
- 14 febbraio - Edward Arthur Milne, astronomo e matematico britannico († 1950)
- 14 febbraio - Andrew Wilson, calciatore e allenatore di calcio britannico († 1973)
- 15 febbraio - Jacques Davignon, diplomatico belga († 1965)
- 15 febbraio - Leroy Ioas, religioso statunitense († 1965)
- 15 febbraio - Pietro Raimondi, vescovo cattolico italiano († 1987)
- 15 febbraio - Arthur Shields, attore irlandese († 1970)
- 15 febbraio - Hina Spani, soprano argentino († 1969)
- 16 febbraio - Eugénie Blanchard, supercentenaria francese († 2010)
- 16 febbraio - Giuseppe Carli, militare italiano († 1915)
- 16 febbraio - Roberto Chery, calciatore uruguaiano († 1919)
- 17 febbraio - Eugenio Artom, politico e avvocato italiano († 1975)
- 17 febbraio - Alfredo Guida, editore italiano († 1967)
- 17 febbraio - Isidoro La Bruna, calciatore italiano
- 17 febbraio - Felice Prosdocimi, calciatore italiano
- 17 febbraio - Ángel Romo, allenatore di calcio spagnolo († 1971)
- 18 febbraio - Giuseppina Catanea, beata italiana († 1948)
- 18 febbraio - Lothar Müthel, attore tedesco († 1964)
- 18 febbraio - Josef Winternitz, politico e economista tedesco († 1952)
- 19 febbraio - André Breton, poeta, saggista e critico d'arte francese († 1966)
- 19 febbraio - Louis Fischer, giornalista statunitense († 1970)
- 19 febbraio - Fritz Heider, psicologo austriaco († 1988)
- 19 febbraio - Ottavio Mastrojanni, avvocato e politico italiano († 1957)
- 19 febbraio - Alberto Simonini, politico italiano († 1960)
- 20 febbraio - Henri-Marie de Lubac, gesuita, teologo e cardinale francese († 1991)
- 20 febbraio - Emil Vodder, fisioterapista danese († 1986)
- 21 febbraio - Amor Tartufoli, politico italiano († 1963)
- 21 febbraio - Charles Wagenheim, attore statunitense († 1979)
- 22 febbraio - Nacio Herb Brown, cantautore e compositore statunitense († 1964)
- 22 febbraio - Peter Cheyney, scrittore inglese († 1951)
- 22 febbraio - Rafael Franco, militare e politico paraguaiano († 1973)
- 22 febbraio - Paul van Ostaijen, scrittore e poeta belga († 1928)
- 22 febbraio - Edvin Wide, mezzofondista svedese († 1996)
- 23 febbraio - Jozef Cíger-Hronský, scrittore slovacco († 1960)
- 23 febbraio - Edward Pitblado, hockeista su ghiaccio britannico († 1977)
- 23 febbraio - Giuseppe Schiavon, politico e antifascista italiano († 1989)
- 24 febbraio - Cesare Cardini, cuoco italiano († 1956)
- 24 febbraio - Gonjiro Inazuka, agronomo giapponese († 1988)
- 24 febbraio - Giuseppe Lunghi, calciatore italiano († 1994)
- 24 febbraio - Richard Thorpe, regista e sceneggiatore statunitense († 1991)
- 25 febbraio - Ida Cox, cantante statunitense († 1967)
- 25 febbraio - Pasquale Galliano Magno, avvocato italiano († 1974)
- 25 febbraio - Heinrich Gontermann, militare e aviatore tedesco († 1917)
- 25 febbraio - John Little McClellan, politico statunitense († 1977)
- 25 febbraio - Ida Noddack, chimica e fisica tedesca († 1978)
- 26 febbraio - Ilean Hume, attrice canadese († 1978)
- 26 febbraio - Andrej Aleksandrovič Ždanov, politico sovietico († 1948)
- 28 febbraio - Philip Showalter Hench, medico statunitense († 1965)
- 28 febbraio - Enrico Mastrobuono, magistrato e storico italiano († 1990)
- 28 febbraio - August Nogara, ciclista su strada italiano († 1984)
- 29 febbraio - Morarji Desai, politico indiano († 1995)
- 29 febbraio - Vladimir Rudol'fovič Fogel', compositore russo († 1984)
- 29 febbraio - William A. Wellman, regista statunitense († 1975)

## Marzo(96)
- 1º marzo - Dan A. Kimball, politico statunitense († 1970)
- 1º marzo - Dimitri Mitropoulos, direttore d'orchestra, pianista e compositore greco († 1960)
- 1º marzo - Harry Winston, gioielliere statunitense († 1978)
- 2 marzo - Clair Bee, allenatore di pallacanestro statunitense († 1983)
- 2 marzo - Pierre Colombier, regista e sceneggiatore francese († 1958)
- 2 marzo - Herb Drury, hockeista su ghiaccio canadese († 1965)
- 2 marzo - Carlo Malerba, pittore italiano († 1954)
- 2 marzo - John Muldoon, rugbista a 15 statunitense († 1944)
- 2 marzo - Jan de Vries, velocista e calciatore olandese († 1939)
- 3 marzo - Antonio Casasola, politico e ingegnere italiano
- 3 marzo - Roy Davidson, effettista statunitense († 1962)
- 3 marzo - Mario Latilla, cantante, chitarrista e direttore d'orchestra italiano († 1970)
- 3 marzo - Leontios di Cipro, arcivescovo ortodosso e politico cipriota († 1947)
- 3 marzo - Luigi Lusignani, militare italiano († 1943)
- 3 marzo - Roy Franklin Nichols, storico statunitense († 1973)
- 4 marzo - Rhys Gemmell, tennista australiano († 1972)
- 4 marzo - Lydia Sokolova, ballerina britannica († 1974)
- 5 marzo - Werner Caskel, arabista e storico tedesco († 1970)
- 5 marzo - Lotte H. Eisner, critica cinematografica e scrittrice tedesca († 1983)
- 5 marzo - Ermenegildo Santoni, ingegnere e inventore italiano († 1970)
- 6 marzo - Giovanni Battista Bagnasco, calciatore italiano († 1942)
- 6 marzo - William Fechteler, ammiraglio statunitense († 1967)
- 6 marzo - Carlos Ísola, calciatore argentino († 1964)
- 6 marzo - Norodom Suramarit, re cambogiano († 1960)
- 6 marzo - August Werner, calciatore tedesco († 1968)
- 7 marzo - Henri Duvanel, nuotatore e pallanuotista francese († 1953)
- 7 marzo - Henrik Stefán, pittore ungherese († 1971)
- 8 marzo - Alis Guggenheim, pittrice e scultrice svizzera († 1958)
- 9 marzo - Charles Krüger, calciatore lussemburghese († 1990)
- 9 marzo - Umberto Tommasini, anarchico italiano († 1980)
- 10 marzo - Nancy Cunard, scrittrice, poetessa e anarchica britannica († 1965)
- 10 marzo - Peter DeRose, compositore statunitense († 1953)
- 10 marzo - Gaetano Minnucci, ingegnere e architetto italiano († 1980)
- 10 marzo - Coulton Waugh, fumettista, illustratore e pittore statunitense († 1973)
- 11 marzo - Alfredo Barbacci, ingegnere e architetto italiano († 1989)
- 11 marzo - Maria Bertolani, pittrice italiana († 1960)
- 11 marzo - Akseli Roine, ginnasta finlandese († 1944)
- 11 marzo - Caesar von Hofacker, militare tedesco († 1944)
- 12 marzo - Jesse Fuller, musicista statunitense († 1976)
- 13 marzo - Olga Giannini, politica italiana († 1978)
- 13 marzo - Gustav-Adolf Riebel, generale tedesco († 1942)
- 14 marzo - Walter Krause, calciatore tedesco († 1948)
- 14 marzo - Francesco Lombardo, militare e criminale italiano († 1921)
- 15 marzo - Lillian Hall, attrice statunitense († 1959)
- 15 marzo - José María Jáuregui, calciatore spagnolo († 1988)
- 16 marzo - Carlo Degara, calciatore italiano († 1984)
- 16 marzo - Otto Hofmann, generale tedesco († 1982)
- 16 marzo - William L. Langer, storico statunitense († 1977)
- 17 marzo - Erik Andersson, pallanuotista e nuotatore svedese († 1985)
- 17 marzo - Antonio Ferro, calciatore argentino († 1937)
- 17 marzo - Edmund Hakewill-Smith, generale britannico († 1986)
- 17 marzo - Josef Sudek, fotografo cecoslovacco († 1976)
- 17 marzo - Cliff Wells, allenatore di pallacanestro e dirigente sportivo statunitense († 1977)
- 17 marzo - Tadj ol-Molouk, regina iraniana († 1982)
- 18 marzo - Giacomo Bassi, funzionario italiano († 1968)
- 18 marzo - Giuseppe Fammilume, pittore italiano († 1952)
- 19 marzo - Martti Aho, militare finlandese († 1968)
- 19 marzo - Camillo Arduino, ciclista su strada italiano († 1988)
- 19 marzo - Uwel Pierallini, arbitro di calcio italiano († 1972)
- 19 marzo - Jean Wiener, pianista e compositore francese († 1982)
- 20 marzo - Moyshe Kulbak, poeta e scrittore bielorusso († 1937)
- 20 marzo - Hal Walker, regista statunitense († 1972)
- 21 marzo - Dino Bonardi, giornalista e scrittore italiano († 1966)
- 21 marzo - Augusto Maselli, calciatore italiano († 1968)
- 21 marzo - Friedrich Waismann, filosofo austriaco († 1959)
- 21 marzo - Paul Wescher, storico dell'arte tedesco († 1974)
- 21 marzo - Errick Willis, giocatore di curling canadese († 1967)
- 22 marzo - Karl Dannemann, attore tedesco († 1945)
- 22 marzo - He Long, generale e politico cinese († 1969)
- 22 marzo - Pierre Jeanneret, architetto, designer e urbanista svizzero († 1967)
- 22 marzo - Joseph Schildkraut, attore austriaco († 1964)
- 23 marzo - José Balbino da Silva, calciatore portoghese
- 23 marzo - Giuseppe Di Blasio, ceramista e politico italiano († 1964)
- 23 marzo - Pierre Mony, calciatore francese († 1980)
- 24 marzo - Gianna Manzini, scrittrice italiana († 1974)
- 24 marzo - Stefan Rosenbauer, schermidore tedesco († 1967)
- 25 marzo - Mario Asnago, architetto e pittore italiano († 1981)
- 25 marzo - Ray Enright, regista, sceneggiatore e montatore statunitense († 1965)
- 25 marzo - Edmund Horton, bobbista statunitense († 1944)
- 25 marzo - Manuel Hurtado y García, vescovo cattolico spagnolo († 1966)
- 26 marzo - Rudolf Gerhardt, ufficiale tedesco († 1964)
- 26 marzo - Gino Vanelli, baritono italiano († 1969)
- 27 marzo - Leonid Ioakimovič Kannegiser, militare russo († 1918)
- 27 marzo - William Lescaze, architetto svizzero († 1969)
- 27 marzo - Ladislas Meduna, neurologo ungherese († 1964)
- 27 marzo - Enrico Palandri, generale italiano († 1969)
- 28 marzo - Giuseppe Lupis, giornalista e politico italiano († 1979)
- 28 marzo - Nadejda Michajlovna de Torby, marchesa († 1963)
- 29 marzo - Wilhelm Ackermann, matematico tedesco († 1962)
- 29 marzo - Raul Chiodelli, ingegnere e politico italiano († 1982)
- 29 marzo - Victorino Ramos Fernandes, pallanuotista brasiliano († 1983)
- 30 marzo - Grégoire Berg, calciatore francese († 1944)
- 30 marzo - Arthur Dorrell, calciatore e allenatore di calcio inglese († 1942)
- 31 marzo - Walter Becchia, ingegnere meccanico italiano († 1976)
- 31 marzo - Eddie Dunn, attore statunitense († 1951)
- 31 marzo - Sarah Y. Mason, sceneggiatrice statunitense († 1980)

## Aprile(113)
- 1º aprile - Raffaele Pezzullo, politico italiano († 1957)
- 1º aprile - Attilio Terragni, politico italiano († 1958)
- 1º aprile - Jean Tissier, attore francese († 1973)
- 1º aprile - Karl Volk, politico e giornalista tedesco († 1961)
- 2 aprile - Oscar van Rappard, calciatore olandese († 1962)
- 2 aprile - Soghomon Tehlirian, politico armeno († 1960)
- 3 aprile - Mario Baldelli, giornalista, sindacalista e diplomatico italiano († 1952)
- 3 aprile - Józef Czapski, scrittore, pittore e militare polacco († 1993)
- 3 aprile - Alphonse Dain, grecista, paleografo e filologo classico francese († 1964)
- 3 aprile - Mao Zemin, politico e rivoluzionario cinese († 1943)
- 4 aprile - Benigno Di Tullio, psichiatra e antropologo italiano († 1979)
- 4 aprile - Wolfgang Fürstner, militare tedesco († 1936)
- 4 aprile - Attilio Gerola, calciatore italiano
- 4 aprile - Marion Harris, cantante statunitense († 1944)
- 4 aprile - Emilio Moretti, calciatore italiano
- 4 aprile - Ren Zhuoxuan, politico, giornalista e attivista cinese († 1990)
- 4 aprile - Robert E. Sherwood, commediografo e sceneggiatore statunitense († 1955)
- 4 aprile - Erwein di Thun e Hohenstein, militare austriaco († 1946)
- 5 aprile - Einar Lundborg, ufficiale e aviatore svedese († 1931)
- 5 aprile - Marco Sasso, militare italiano († 1917)
- 6 aprile - Erminia Caudana, restauratrice italiana († 1974)
- 6 aprile - Rudolf Creutz, generale austriaco († 1980)
- 6 aprile - Hazel Heald, scrittrice statunitense († 1961)
- 6 aprile - Georg Tengwall, velista svedese († 1954)
- 7 aprile - Begum Jahan Shah Nawaz Ara, politica e attivista pakistana († 1979)
- 7 aprile - Zoja Barancevič, attrice russa († 1952)
- 7 aprile - Hugo Dyson, anglista britannico († 1975)
- 7 aprile - Donald Winnicott, pediatra e psicoanalista britannico († 1971)
- 8 aprile - Luigi Allegato, politico italiano († 1958)
- 8 aprile - Léon Bertin, zoologo francese († 1954)
- 8 aprile - Yip Harburg, paroliere statunitense († 1981)
- 8 aprile - Lucia Mangano, mistica e religiosa italiana († 1946)
- 8 aprile - Antonio Riva, aviatore italiano († 1951)
- 9 aprile - Anton Franzen, politico tedesco († 1968)
- 9 aprile - Raffaele Sanna Randaccio, avvocato e politico italiano († 1968)
- 9 aprile - Alexander Tahy, aviatore austro-ungarico († 1918)
- 10 aprile - Albert Geromini, hockeista su ghiaccio svizzero († 1961)
- 12 aprile - Vítor Gonçalves, calciatore e allenatore di calcio portoghese († 1965)
- 12 aprile - Piero Massoni, aviatore e militare italiano († 1957)
- 12 aprile - Adhemar Pimenta, allenatore di calcio brasiliano († 1970)
- 13 aprile - Gerald C. Duffy, giornalista e sceneggiatore statunitense († 1928)
- 13 aprile - Ira C. Eaker, generale statunitense († 1987)
- 13 aprile - Franz Alfred Schilder, biologo tedesco († 1970)
- 14 aprile - Carlo Bozzi, calciatore italiano († 1957)
- 14 aprile - Charles Courant, lottatore svizzero († 1982)
- 14 aprile - Ramón Eguiazábal, calciatore spagnolo († 1939)
- 14 aprile - Giuseppe Spalla, pugile italiano († 1977)
- 15 aprile - Gerhard Fieseler, aviatore e imprenditore tedesco († 1987)
- 15 aprile - Nikolaj Nikolaevič Semënov, chimico e fisico sovietico († 1986)
- 16 aprile - Ettore Colla, artista, scultore e pittore italiano († 1968)
- 16 aprile - Boris Dobronravov, attore sovietico († 1949)
- 16 aprile - Howard Greer, costumista e stilista statunitense († 1974)
- 16 aprile - Giacomo Moschini, attore italiano († 1943)
- 16 aprile - Hans Röttiger, generale tedesco († 1960)
- 16 aprile - Tristan Tzara, poeta e saggista rumeno († 1963)
- 16 aprile - Árpád Weisz, calciatore e allenatore di calcio ungherese († 1944)
- 16 aprile - Tom Wilson, calciatore inglese († 1948)
- 17 aprile - Benny Leonard, pugile statunitense († 1947)
- 18 aprile - Luigi Bruno, imprenditore italiano († 1971)
- 18 aprile - Edith Evanson, attrice statunitense († 1980)
- 19 aprile - Esteban Canal, scacchista peruviano († 1981)
- 19 aprile - Apostolos Nikolaïdīs, dirigente sportivo, allenatore di calcio e calciatore greco († 1980)
- 19 aprile - Aleksandrs Roga, calciatore lettone († 1945)
- 20 aprile - Sheina Marshall, biologa scozzese († 1977)
- 20 aprile - Harald Schønfeldt, calciatore norvegese († 1950)
- 21 aprile - Victoria Forde, attrice statunitense († 1964)
- 21 aprile - Attila Hörbiger, attore austriaco († 1987)
- 21 aprile - Silvio Saglio, alpinista e scrittore italiano († 1964)
- 21 aprile - Theo Schetters, calciatore olandese († 1973)
- 21 aprile - Gertruida Wijsmuller-Meijer, attivista olandese († 1978)
- 21 aprile - Silvio Zaniboni, scultore italiano († 1980)
- 22 aprile - Gunnar Jamvold, velista norvegese († 1984)
- 22 aprile - Max Ludwig, bobbista tedesco († 1957)
- 23 aprile - Lisette de Brinon, francese († 1982)
- 23 aprile - Nikolaj Denisov, calciatore russo († 1945)
- 23 aprile - Gino Giotti, astronomo e fisico italiano
- 23 aprile - Michele Gordini, ciclista su strada italiano († 1970)
- 23 aprile - Margaret Kennedy, scrittrice e drammaturga britannica († 1967)
- 23 aprile - Pietro Lizier, politico italiano († 1973)
- 23 aprile - Dmitrij Dmitrievič Maksutov, ingegnere sovietico († 1964)
- 23 aprile - Gilda Mignonette, cantante italiana († 1953)
- 23 aprile - Jorge García Montes, avvocato e politico cubano († 1982)
- 23 aprile - Oksana Trofimovna Pavlenko, pittrice sovietica († 1991)
- 23 aprile - Charlie Rivel, circense spagnolo († 1983)
- 24 aprile - Rudolf Henčl, dirigente sportivo e allenatore di calcio cecoslovacco († 1948)
- 24 aprile - František Hojer, calciatore cecoslovacco († 1940)
- 25 aprile - Max Brand, compositore austriaco († 1980)
- 25 aprile - Ilse Fehling, costumista e scultrice tedesca († 1982)
- 25 aprile - H.A. Hambleton, calciatore inglese († 1985)
- 25 aprile - Fritz Schulz, attore, regista e cantante tedesco († 1972)
- 25 aprile - Willibald Stejskal, allenatore di calcio e calciatore austriaco († 1977)
- 26 aprile - Sébastienne Guyot, ingegnera e mezzofondista francese († 1941)
- 26 aprile - Edward John Thye, politico statunitense († 1969)
- 26 aprile - Ernst Udet, generale e aviatore tedesco († 1941)
- 27 aprile - Zygmunt Berling, generale e politico polacco († 1980)
- 27 aprile - Wallace Carothers, chimico statunitense († 1937)
- 27 aprile - Pietro Di Mattei, chimico italiano († 1994)
- 27 aprile - Rogers Hornsby, giocatore di baseball e allenatore di baseball statunitense († 1963)
- 27 aprile - John Joseph McCarthy, missionario e arcivescovo cattolico irlandese († 1983)
- 28 aprile - Antonio Blanco, calciatore argentino
- 28 aprile - Aimo Lahti, inventore finlandese († 1970)
- 28 aprile - Jone Morino, attrice italiana († 1978)
- 28 aprile - Na Hye-sok, pittrice, scrittrice e poetessa coreana († 1948)
- 28 aprile - Mary Tibaldi Chiesa, scrittrice, traduttrice e politica italiana († 1968)
- 29 aprile - Harry McNaughton, attore inglese († 1967)
- 29 aprile - Einar Nordlie, calciatore norvegese († 1966)
- 29 aprile - Natalie Talmadge, attrice statunitense († 1969)
- 29 aprile - Zeno Vignati, giornalista e politico italiano († 1977)
- 29 aprile - Cecil Woodham-Smith, storica e biografa britannica († 1977)
- 30 aprile - Anandamayi Ma, mistica indiana († 1982)
- 30 aprile - Reverendo Gary Davis, compositore, cantante e chitarrista statunitense († 1972)
- 30 aprile - Amedeo Ugolini, scrittore, giornalista e politico italiano († 1954)
- 30 aprile - Giuseppe Vaccaro, architetto italiano († 1970)

## Maggio(119)
- 1º maggio - Carl Abrahamsson, hockeista su ghiaccio svedese († 1948)
- 1º maggio - Gaetano Aliperta, militare e aviatore italiano († 1986)
- 1º maggio - Herbert Backe, politico tedesco († 1947)
- 1º maggio - Aleksej Česlavovič Brodovič, designer e fotografo sovietico († 1971)
- 1º maggio - Mark Clark, generale statunitense († 1984)
- 1º maggio - Joseph Collins, generale statunitense († 1987)
- 1º maggio - Ray Rennahan, direttore della fotografia statunitense († 1980)
- 2 maggio - Candido De Giovanni, calciatore italiano († 1969)
- 2 maggio - Jakym Sen'kivs'kyj, presbitero ucraino († 1941)
- 2 maggio - Árpád Vajda, scacchista ungherese († 1967)
- 2 maggio - Elena di Grecia, regina († 1982)
- 3 maggio - Karl Allmenröder, aviatore e ufficiale tedesco († 1917)
- 3 maggio - Marcel Doret, aviatore francese († 1955)
- 3 maggio - Elvira Fabbri Pitteri, pittrice italiana († 1971)
- 3 maggio - Dodie Smith, scrittrice e drammaturga britannica († 1990)
- 4 maggio - Biagio D'Agostino, vescovo cattolico italiano († 1984)
- 4 maggio - Václav Lancinger, nuotatore e pallanuotista cecoslovacco
- 4 maggio - Ferdinando Pozzani, imprenditore e dirigente sportivo italiano († 1962)
- 5 maggio - Giorgio Berzero, politico italiano († 1987)
- 5 maggio - Vittorio Molinari, chimico e calciatore italiano († 1951)
- 5 maggio - Pier Luigi Penzo, aviatore e militare italiano († 1928)
- 6 maggio - Otello Gaggi, operaio e antifascista italiano († 1945)
- 6 maggio - Francesco Gargano, schermidore italiano († 1975)
- 6 maggio - Mario Moschi, scultore e medaglista italiano († 1971)
- 6 maggio - Camille Schumacher, calciatore lussemburghese († 1977)
- 6 maggio - Rolf Sievert, fisico svedese († 1966)
- 6 maggio - Angelo Siffredi, militare italiano († 1917)
- 6 maggio - Einer Ulrich, tennista, calciatore e arbitro di calcio danese († 1969)
- 6 maggio - Marion Zinderstein, tennista statunitense († 1980)
- 7 maggio - Pavel Sergeevič Aleksandrov, matematico sovietico († 1982)
- 7 maggio - Leo Garavaglia, attore italiano († 1972)
- 7 maggio - Kitty McKane, tennista britannica († 1992)
- 7 maggio - Bino Sanminiatelli, scrittore e disegnatore italiano († 1984)
- 8 maggio - William Hawley Bowlus, ingegnere, progettista e imprenditore statunitense († 1967)
- 8 maggio - Gustav Gottenkieny, calciatore svizzero († 1959)
- 8 maggio - Fred LeRoy Granville, direttore della fotografia e regista australiano († 1932)
- 8 maggio - Stanisława Leszczyńska, polacca († 1974)
- 8 maggio - Lodovico Montini, politico italiano († 1990)
- 8 maggio - Albert Rénier, calciatore francese († 1948)
- 8 maggio - Antonio Zamora, editore, giornalista e politico spagnolo († 1976)
- 9 maggio - Austin Clarke, poeta, drammaturgo e romanziere irlandese († 1974)
- 9 maggio - Umberto D'Ancona, biologo e zoologo italiano († 1964)
- 9 maggio - Richard Day, scenografo statunitense († 1972)
- 10 maggio - Basil Gates, calciatore inglese († 1974)
- 10 maggio - Ennis Hayes, calciatore argentino († 1956)
- 11 maggio - Lela Bliss, attrice statunitense († 1980)
- 11 maggio - Giulio Bonfiglio, politico e militare italiano († 1958)
- 11 maggio - Paul Bäumer, militare e aviatore tedesco († 1927)
- 11 maggio - Toshiko Higashikuni, principessa giapponese († 1978)
- 11 maggio - Antonio Marasco, pittore, scultore e scrittore italiano († 1975)
- 11 maggio - József Szabó, allenatore di calcio e calciatore ungherese († 1973)
- 11 maggio - Filippo de Pisis, pittore e scrittore italiano († 1956)
- 12 maggio - Umberto Fiore, politico e sindacalista italiano († 1978)
- 12 maggio - Giovanni Italo Greco, politico italiano († 1977)
- 12 maggio - Enrico Silvestri, sciatore di pattuglia militare italiano († 1977)
- 13 maggio - Annibale Flori, calciatore italiano († 1917)
- 13 maggio - Ugo Giachery, religioso italiano († 1989)
- 13 maggio - Charles Pahud de Mortanges, cavaliere olandese († 1971)
- 13 maggio - Giosea di Waldeck e Pyrmont, generale e principe tedesco († 1967)
- 14 maggio - Paolo Caccia Dominioni, militare, partigiano e ingegnere italiano († 1992)
- 14 maggio - Bryan Hines, lottatore statunitense († 1964)
- 14 maggio - Paolo Signorini, militare italiano († 1943)
- 15 maggio - Fritz Julius Kuhn, politico tedesco († 1951)
- 15 maggio - Vincenzo Rossetti, medico italiano († 1974)
- 15 maggio - Rudolf Sieckenius, generale tedesco († 1945)
- 16 maggio - Hu Zongnan, generale cinese († 1962)
- 16 maggio - Gilda Langer, attrice tedesca († 1920)
- 16 maggio - Bruno Mello, pittore e scenografo italiano († 1976)
- 17 maggio - Aldo Bruschi, ingegnere italiano († 1969)
- 17 maggio - Ruth Donnelly, attrice statunitense († 1982)
- 17 maggio - Gusztáv Kálniczky, schermidore ungherese († 1964)
- 17 maggio - Oreste Lizzadri, politico e sindacalista italiano († 1976)
- 18 maggio - Eric Backman, mezzofondista svedese († 1965)
- 18 maggio - Brock Chisholm, militare e medico canadese († 1971)
- 18 maggio - Hans Fischerkoesen, regista, animatore e produttore cinematografico tedesco († 1973)
- 18 maggio - Martin Munkácsi, fotografo ungherese († 1963)
- 19 maggio - Jorge Alessandri Rodríguez, imprenditore e politico cileno († 1986)
- 19 maggio - Michael Balcon, produttore cinematografico inglese († 1977)
- 19 maggio - Stefan Popiel, calciatore polacco († 1927)
- 19 maggio - Karl Prusik, alpinista e musicista austriaco († 1961)
- 19 maggio - Ida Rolf, biochimica e docente statunitense († 1979)
- 19 maggio - Kerstin Thorborg, contralto e mezzosoprano svedese († 1970)
- 21 maggio - Rocco Santacroce, antifascista, partigiano e politico italiano († 1981)
- 22 maggio - Ettore Gandi, calciatore italiano
- 22 maggio - Hubert Lanz, generale tedesco († 1982)
- 22 maggio - Nikolaj Sidorovič Vlasik, generale sovietico († 1967)
- 23 maggio - Louis Balbach, tuffatore statunitense († 1943)
- 23 maggio - André Bloc, architetto, scultore e pittore francese († 1966)
- 23 maggio - Carlo Cainelli, incisore e pittore italiano († 1925)
- 23 maggio - Kálmán Konrád, calciatore e allenatore di calcio ungherese († 1980)
- 23 maggio - András Kuttik, calciatore e allenatore di calcio ungherese († 1970)
- 23 maggio - Felix Steiner, generale tedesco († 1966)
- 24 maggio - Ettore Crippa, militare italiano († 1935)
- 24 maggio - Oliviero Mario Olivo, militare e medico italiano († 1981)
- 24 maggio - Muriel Ostriche, attrice statunitense († 1989)
- 24 maggio - Tarquinio Pozzoli, politico italiano († 1927)
- 24 maggio - Fernando Soler, attore, regista e produttore cinematografico messicano († 1979)
- 25 maggio - Emma Marpillero, artista italiana († 1985)
- 25 maggio - Alfredo Serranti, militare italiano († 1941)
- 26 maggio - Åke Bergman, nuotatore svedese († 1941)
- 26 maggio - Karl Maria Demelhuber, generale tedesco († 1988)
- 26 maggio - Vitalien Laurent, presbitero e bizantinista francese († 1973)
- 26 maggio - Gorham Munson, critico letterario statunitense († 1969)
- 27 maggio - Alcide Aimi, sindacalista e politico italiano († 1960)
- 28 maggio - Warren Giles, dirigente sportivo statunitense († 1979)
- 28 maggio - Fabrizio Lanza, politico italiano († 1976)
- 29 maggio - Walter Abendroth, compositore e scrittore tedesco († 1973)
- 29 maggio - Mimì Aylmer, cantante e attrice italiana († 1992)
- 29 maggio - Giuseppe Faravelli, avvocato, giornalista e politico italiano († 1974)
- 29 maggio - Paul Tutmarc, musicista statunitense († 1972)
- 29 maggio - Luther Youngdahl, politico e giurista statunitense († 1978)
- 30 maggio - Andrés Gazzotti, giocatore di polo argentino († 1984)
- 30 maggio - Howard Hawks, regista, produttore cinematografico e sceneggiatore statunitense († 1977)
- 31 maggio - Ines Alfani Tellini, soprano e regista italiana († 1985)
- 31 maggio - Ernest Haller, direttore della fotografia statunitense († 1970)
- 31 maggio - Fritz Höhn, militare e aviatore tedesco († 1918)
- 31 maggio - Carlo Ninchi, attore italiano († 1974)
- 31 maggio - Mario Pascal, matematico italiano († 1949)
- 31 maggio - Emil Paulin, calciatore cecoslovacco

## Giugno(84)
- 1º giugno - Renato Ricci, politico e generale italiano († 1956)
- 1º giugno - Shintaro Uda, ingegnere elettrotecnico giapponese († 1976)
- 2 giugno - Li Weihan, politico cinese († 1984)
- 2 giugno - Fritiof Svensson, lottatore svedese († 1961)
- 2 giugno - Nicolaas Verhoeven, missionario e vescovo cattolico olandese († 1981)
- 3 giugno - William Elliot, ufficiale inglese († 1971)
- 3 giugno - Janez Porenta, ginnasta sloveno († 1942)
- 3 giugno - Frederic John Walker, militare britannico († 1944)
- 4 giugno - Léon Metzler, calciatore lussemburghese († 1930)
- 5 giugno - Edgardo Moltoni, ornitologo italiano († 1980)
- 6 giugno - Henry Allingham, supercentenario britannico († 2009)
- 6 giugno - Italo Balbo, politico, generale e aviatore italiano († 1940)
- 6 giugno - Imre Nagy, politico ungherese († 1958)
- 6 giugno - Alessandro Rampini, calciatore italiano († 1995)
- 6 giugno - Robert Cedric Sherriff, scrittore e sceneggiatore inglese († 1975)
- 7 giugno - Christopher Andrewes, biologo inglese († 1988)
- 7 giugno - Carlo Buccarella, militare italiano († 1916)
- 7 giugno - William Jameson Cairnes, militare e aviatore canadese († 1918)
- 7 giugno - Kate Davenport, attrice statunitense († 1954)
- 7 giugno - Robert Mulliken, fisico e chimico statunitense († 1986)
- 7 giugno - Clive Wilson Warman, militare e aviatore statunitense († 1919)
- 8 giugno - Louis Darques, calciatore francese († 1984)
- 9 giugno - Luigi Binda, cestista, multiplista e calciatore italiano († 1978)
- 9 giugno - Jakov Arkad'evič Jakovlev, politico sovietico († 1938)
- 9 giugno - Tonio Selwart, attore tedesco († 2002)
- 10 giugno - Mario Casotti, filosofo e pedagogista italiano († 1975)
- 10 giugno - Walter Göttsch, militare e aviatore tedesco († 1918)
- 10 giugno - Torsten Hammarström, diplomatico svedese († 1965)
- 10 giugno - Louella Maxam, attrice statunitense († 1970)
- 10 giugno - József Viola, calciatore e allenatore di calcio ungherese († 1949)
- 11 giugno - Julius Bomholt, politico e scrittore danese († 1969)
- 11 giugno - Giuseppe Ragnini, generale italiano
- 11 giugno - Laurent Seret, ciclista su strada belga († 1978)
- 11 giugno - Alois Wotawa, compositore di scacchi austriaco († 1970)
- 12 giugno - Valerio Terzi, calciatore italiano († 1936)
- 13 giugno - Giuseppe Timoteo Giaccardo, presbitero italiano († 1948)
- 13 giugno - Anders Henrikson, attore, regista e sceneggiatore svedese († 1965)
- 14 giugno - Comins Mansfield, compositore di scacchi inglese († 1984)
- 14 giugno - Samuel Mosberg, pugile statunitense († 1967)
- 15 giugno - Hans-Georg Hildebrandt, generale tedesco († 1967)
- 15 giugno - Wilhelm Koppe, militare tedesco († 1975)
- 15 giugno - Inez Clare Verdoorn, botanica sudafricana († 1989)
- 16 giugno - Murray Leinster, autore di fantascienza statunitense († 1975)
- 16 giugno - Lorenzo Oleario De Bellagente, calciatore italiano († 1958)
- 16 giugno - Cotah Ramaswami, tennista e crickettista indiano
- 17 giugno - Cedric Howell, aviatore australiano († 1919)
- 18 giugno - Vittorio Accornero de Testa, illustratore, pittore e scenografo italiano († 1982)
- 18 giugno - Philip Barry, commediografo statunitense († 1949)
- 18 giugno - Richard Dölker, artista tedesco († 1955)
- 18 giugno - Mercedes Santamarina, collezionista d'arte e mecenate argentina († 1972)
- 18 giugno - Bruno Snell, grecista e filologo classico tedesco († 1986)
- 18 giugno - Blanche Sweet, attrice statunitense († 1986)
- 19 giugno - Erich Koch, politico tedesco († 1986)
- 19 giugno - Ergy Landau, fotografa francese († 1967)
- 19 giugno - Wallis Simpson, socialite statunitense († 1986)
- 20 giugno - Jenny-Laure Garcin, pittrice, regista e critica d'arte francese († 1978)
- 20 giugno - Ana Nogueira de Lucas, supercentenaria brasiliana († 2010)
- 20 giugno - Wilfrid Pelletier, direttore d'orchestra e pianista canadese († 1982)
- 22 giugno - Alice Diamond, criminale britannica († 1952)
- 22 giugno - Leonard Warren Murray, ammiraglio canadese († 1971)
- 23 giugno - Tewfik Abdullah, calciatore e allenatore di calcio egiziano († 1963)
- 23 giugno - Robert Johnsen, ginnasta danese († 1975)
- 23 giugno - Lavinia Schulz, ballerina e attrice tedesca († 1924)
- 24 giugno - Salvatore Cardella, architetto italiano († 1975)
- 24 giugno - Mohammed Racim, pittore algerino († 1975)
- 25 giugno - Marcello Bofondi, prefetto e politico italiano († 1966)
- 25 giugno - Vasco Giani, calciatore italiano († 1962)
- 25 giugno - Georg Jauer, generale tedesco († 1971)
- 25 giugno - Art Langley, hockeista su ghiaccio statunitense († 1967)
- 26 giugno - Luigi Giuntoli, calciatore italiano († 1971)
- 26 giugno - Zena Keefe, attrice statunitense († 1977)
- 26 giugno - Boris Podolsky, fisico russo († 1966)
- 27 giugno - Pietro Frosini, ingegnere italiano († 1974)
- 27 giugno - Ercole Gaddi Pepoli, politico italiano († 1932)
- 27 giugno - Per Helsing, calciatore norvegese († 1957)
- 27 giugno - Nunzio La Farina, compositore italiano († 1961)
- 27 giugno - Maria Veronica del Santissimo Sacramento, religiosa italiana († 1964)
- 27 giugno - Leslie Archibald Powell, militare e aviatore britannico († 1961)
- 28 giugno - Constance Binney, attrice statunitense († 1989)
- 28 giugno - Enrico Bocci, avvocato, partigiano e antifascista italiano († 1944)
- 29 giugno - Davide Cugini, avvocato, storico dell'arte e enigmista italiano († 1991)
- 29 giugno - Piet Plantinga, pallanuotista olandese († 1944)
- 30 giugno - Gerardo Bruni, bibliotecario e politico italiano († 1975)
- 30 giugno - Curt Rothenberger, giurista tedesco († 1959)

## Luglio(99)
- 1º luglio - Alan Rice-Oxley, aviatore inglese († 1961)
- 2 luglio - Quirino Cristiani, disegnatore, animatore e regista italiano († 1984)
- 2 luglio - Ferenc Ecker, allenatore di calcio e calciatore ungherese
- 2 luglio - Clifford McEwen, aviatore canadese († 1967)
- 2 luglio - Fritz Retter, calciatore tedesco († 1965)
- 3 luglio - Jose Cojuangco, politico e imprenditore filippino († 1976)
- 3 luglio - Ivan Dresser, mezzofondista statunitense († 1956)
- 3 luglio - Doris Lloyd, attrice inglese († 1968)
- 3 luglio - Irmgard Sörensen-Popitz, illustratrice e pubblicitaria tedesca († 1996)
- 4 luglio - Mao Dun, scrittore e critico letterario cinese († 1981)
- 4 luglio - Antonio Marovelli, ginnasta italiano († 1943)
- 5 luglio - Jan Novák, calciatore cecoslovacco († 1968)
- 5 luglio - Otto Šimonek, calciatore cecoslovacco
- 6 luglio - Paul Bouque, missionario e vescovo cattolico francese († 1979)
- 6 luglio - Ora Graves, militare e marinaio statunitense († 1961)
- 6 luglio - Michele Miranda, mafioso italiano († 1973)
- 7 luglio - Albin Lesky, filologo classico e grecista austriaco († 1981)
- 8 luglio - Félix Cabano, calciatore argentino († 1949)
- 8 luglio - Salvatore Italia, politico e avvocato italiano († 1954)
- 8 luglio - Ferruccio Antonio Talentino, militare italiano († 1916)
- 8 luglio - Vladimir Volodin, attore sovietico († 1958)
- 9 luglio - Tom Barlow, cestista statunitense († 1983)
- 9 luglio - William Cameron Townsend, missionario statunitense († 1982)
- 9 luglio - Maria Gomes Valentim, supercentenaria brasiliana († 2011)
- 9 luglio - Cullen Landis, attore statunitense († 1975)
- 9 luglio - Anton Reichard von Mauchenheim und Bechtoldsheim, generale tedesco († 1961)
- 9 luglio - Taulero Zulberti, giornalista, scrittore e traduttore italiano († 1980)
- 10 luglio - Stefan Askenase, pianista polacco († 1985)
- 10 luglio - António Ribeiro dos Reis, calciatore, allenatore di calcio e giornalista portoghese († 1961)
- 11 luglio - Ludwik Fleck, microbiologo e filosofo polacco († 1961)
- 11 luglio - Akaki Khorava, attore georgiano († 1972)
- 11 luglio - Charlotte Rudolph, fotografa tedesca († 1983)
- 12 luglio - Li Ji, archeologo cinese († 1979)
- 13 luglio - Mordecai Ardon, artista israeliano († 1992)
- 13 luglio - Carlo Berninzone, politico italiano
- 13 luglio - Lenore Coffee, sceneggiatrice, commediografa e scrittrice statunitense († 1984)
- 13 luglio - Hans Cramer, generale tedesco († 1968)
- 14 luglio - Ferdinando Giuseppe Antonelli, cardinale e arcivescovo cattolico italiano († 1993)
- 14 luglio - Jean Dixon, attrice statunitense († 1981)
- 14 luglio - Buenaventura Durruti, anarchico, sindacalista e rivoluzionario spagnolo († 1936)
- 15 luglio - Mario Botter, restauratore italiano († 1978)
- 15 luglio - Galliano Mazzon, pittore italiano († 1978)
- 16 luglio - Gottlob Berger, generale tedesco († 1975)
- 16 luglio - Giulietta De Riso, attrice italiana († 1988)
- 16 luglio - Federico Gay, ciclista su strada e pistard italiano († 1989)
- 16 luglio - Trygve Lie, politico norvegese († 1968)
- 16 luglio - Werner Max Moser, architetto e designer svizzero († 1970)
- 16 luglio - Otmar Freiherr von Verschuer, medico e biologo tedesco († 1969)
- 17 luglio - Dante Figoli, sollevatore italiano († 1975)
- 17 luglio - Werner Marcks, generale tedesco († 1967)
- 17 luglio - James Rhody, calciatore statunitense († 1944)
- 18 luglio - Giovanni Battista Canepa, scrittore, antifascista e partigiano italiano († 1994)
- 18 luglio - Francesco Di Cristina, mafioso italiano († 1961)
- 18 luglio - Jean Dufay, astronomo e astrofisico francese († 1967)
- 18 luglio - Patrick Aloysius O'Boyle, cardinale e arcivescovo cattolico statunitense († 1987)
- 18 luglio - Franz Palatz, compositore di scacchi tedesco († 1945)
- 18 luglio - Thelma Payne, tuffatrice e nuotatrice statunitense († 1988)
- 18 luglio - Agustín Sancho, calciatore spagnolo († 1960)
- 18 luglio - Georg Vest, ginnasta danese († 1977)
- 19 luglio - A. J. Cronin, scrittore e medico scozzese († 1981)
- 19 luglio - Henri Crémieux, attore francese († 1980)
- 19 luglio - Ronald Graham, ufficiale inglese († 1967)
- 19 luglio - Juano Hernández, attore portoricano († 1970)
- 19 luglio - Bob Meusel, giocatore di baseball statunitense († 1977)
- 19 luglio - Dante Montanari, pittore italiano († 1989)
- 19 luglio - Stafford Warren, medico statunitense († 1981)
- 20 luglio - Giacomo Gaglione, religioso italiano († 1962)
- 20 luglio - Rudolf Kolisch, violinista austriaco († 1978)
- 21 luglio - Simone Berriau, attrice, cantante e produttrice cinematografica francese († 1984)
- 21 luglio - Gladys Hulette, attrice statunitense († 1991)
- 21 luglio - Jean Rivier, musicista francese († 1987)
- 22 luglio - Brian Robertson, I barone Robertson, generale inglese († 1974)
- 22 luglio - Enrico Greppi, medico italiano († 1969)
- 22 luglio - Phil Jutzi, regista, direttore della fotografia e sceneggiatore tedesco († 1946)
- 22 luglio - Vladimir Michajlovič Petrov, regista cinematografico russo († 1966)
- 23 luglio - Katharine Burdekin, romanziera britannica († 1963)
- 24 luglio - Yang Xianzhen, politico cinese († 1992)
- 25 luglio - Walter Jost, generale e scrittore tedesco († 1945)
- 25 luglio - Luigi Michelet, militare italiano († 1918)
- 25 luglio - José Naya, calciatore uruguaiano († 1977)
- 25 luglio - Daniel Joseph Kelly O'Connell, sismologo, astronomo e gesuita irlandese († 1982)
- 25 luglio - Louis Richard, calciatore svizzero
- 25 luglio - Blas Saruppo, calciatore argentino († 1951)
- 25 luglio - Josephine Tey, scrittrice scozzese († 1952)
- 26 luglio - Léon Bernot, sollevatore francese († 1975)
- 26 luglio - Charles Butterworth, attore statunitense († 1946)
- 26 luglio - Jack E. Cox, direttore della fotografia britannico († 1960)
- 26 luglio - Alfred Maurstad, attore, musicista e regista norvegese († 1957)
- 27 luglio - Robert George, generale e politico britannico († 1967)
- 27 luglio - Richard Heidrich, generale tedesco († 1947)
- 27 luglio - Roger Lumley, XI conte di Scarbrough, generale e politico inglese († 1969)
- 28 luglio - Ahmed Barzani, politico curdo († 1969)
- 28 luglio - Barbara La Marr, attrice, sceneggiatrice e ballerina statunitense († 1926)
- 29 luglio - William Cameron Menzies, scenografo, regista e produttore cinematografico statunitense († 1957)
- 29 luglio - Corradina Mola, clavicembalista italiana († 1948)
- 29 luglio - Jan Zwartendijk, diplomatico e dirigente d'azienda olandese († 1976)
- 30 luglio - Johanna Hofer, attrice tedesca († 1988)
- 31 luglio - Oskar Sima, attore austriaco († 1969)
- 31 luglio - Andreas Stadler, sollevatore austriaco († 1941)

## Agosto(111)
- 1º agosto - Erle C. Kenton, regista cinematografico statunitense († 1980)
- 1º agosto - Maria Bona di Savoia-Genova, principessa e scultrice italiana († 1971)
- 2 agosto - Émile Dusart, calciatore francese († 1918)
- 2 agosto - Lorenzo Herrera, compositore venezuelano († 1960)
- 2 agosto - Sarah T. Hughes, avvocato e politica statunitense († 1985)
- 3 agosto - Gerry Geran, hockeista su ghiaccio statunitense († 1981)
- 3 agosto - Iona Jakir, generale sovietico († 1937)
- 3 agosto - Nicola Nisco, militare italiano († 1916)
- 3 agosto - Maurice Ransford, scenografo statunitense († 1968)
- 4 agosto - Jay Adler, attore statunitense († 1978)
- 4 agosto - Riccardo Formica, antifascista italiano († 1975)
- 4 agosto - Enrico Lamperti, calciatore italiano
- 4 agosto - Rodolfo Vicentini, politico italiano († 1974)
- 5 agosto - Donatello D'Orazio, giornalista e scrittore italiano († 1986)
- 5 agosto - Shannon Day, attrice statunitense († 1977)
- 5 agosto - Angelo Dellacasa, calciatore italiano († 1973)
- 5 agosto - Hans Kirschstein, militare e aviatore tedesco († 1918)
- 5 agosto - Ettore Neri, calciatore italiano († 1966)
- 5 agosto - Lotte Neumann, attrice, sceneggiatrice e produttrice cinematografica tedesca († 1977)
- 5 agosto - František Peyr, calciatore cecoslovacco († 1955)
- 6 agosto - Juan Antonio Collazo, cestista, allenatore di pallacanestro e pianista uruguaiano († 1945)
- 6 agosto - Martin Henry Dawson, microbiologo canadese († 1945)
- 6 agosto - Cyril J. Mockridge, compositore britannico († 1979)
- 6 agosto - Lillian D. Rock, avvocata, attivista e politica statunitense († 1974)
- 6 agosto - Romano Tommasi, politico italiano († 1983)
- 7 agosto - Italo Cornia, medico e politico italiano († 1963)
- 7 agosto - Alberto Demicheli, politico uruguaiano († 1980)
- 7 agosto - Red Winn, giocatore di poker statunitense († 1980)
- 8 agosto - Herbert Karlsson, calciatore svedese († 1952)
- 8 agosto - Pietro Mannelli, generale italiano († 1972)
- 8 agosto - Marjorie Kinnan Rawlings, scrittrice statunitense († 1953)
- 9 agosto - Tonino Agodi, imprenditore, giornalista e politico italiano († 1960)
- 9 agosto - Billy Cowan, calciatore scozzese († 1965)
- 9 agosto - Erich Hückel, chimico e fisico tedesco († 1980)
- 9 agosto - Léonide Massine, coreografo, ballerino e attore russo († 1979)
- 9 agosto - Jean Piaget, psicologo, biologo e pedagogista svizzero († 1980)
- 9 agosto - Larry Snyder, allenatore di atletica leggera, ostacolista e militare statunitense († 1982)
- 10 agosto - Milena Jesenská, giornalista, scrittrice e traduttrice ceca († 1944)
- 10 agosto - Konnie Johannesson, hockeista su ghiaccio canadese († 1968)
- 10 agosto - Walter Lang, regista e sceneggiatore statunitense († 1972)
- 10 agosto - Kenneth Myers, canottiere statunitense († 1974)
- 12 agosto - Carlo Bertozzi, aviatore e imprenditore italiano († 1962)
- 12 agosto - Giovanni Pala, politico e giornalista italiano († 1988)
- 13 agosto - Carlo Dani, dirigente sportivo e arbitro di calcio italiano († 1986)
- 13 agosto - Guido Gonzato, pittore italiano († 1955)
- 13 agosto - François Hugues, calciatore francese († 1965)
- 13 agosto - Louis Neher, regista, attore e sceneggiatore austriaco († 1934)
- 13 agosto - Rudolf Schmundt, generale tedesco († 1944)
- 14 agosto - Albert Ball, aviatore britannico († 1917)
- 14 agosto - Joachim O. Fernández, politico statunitense († 1978)
- 15 agosto - Carlo Antoni, filosofo, storico della filosofia e politico italiano († 1959)
- 15 agosto - Marie Besnard, francese († 1980)
- 15 agosto - Gerty Theresa Cori, biochimica ceca († 1957)
- 15 agosto - Ludwig Schanze, generale tedesco († 1977)
- 15 agosto - Lev Sergeevič Termen, inventore sovietico († 1993)
- 16 agosto - Norbert Brodine, direttore della fotografia statunitense († 1970)
- 16 agosto - Giacinto Lambiasi, astista italiano († 1974)
- 17 agosto - Leslie Groves, generale statunitense († 1970)
- 17 agosto - Lotte Jacobi, fotografa tedesca († 1990)
- 17 agosto - Tina Modotti, fotografa, attivista e attrice italiana († 1942)
- 17 agosto - Oliver Waterman Larkin, storico statunitense († 1970)
- 17 agosto - Jozéf Wittlin, scrittore polacco († 1976)
- 18 agosto - Francesco Albergamo, filosofo, storico della filosofia e docente italiano († 1973)
- 18 agosto - Ignazio Castrogiovanni, militare e marinaio italiano († 1942)
- 18 agosto - Alan Mowbray, attore britannico († 1969)
- 18 agosto - Jack Pickford, attore cinematografico e regista canadese († 1933)
- 19 agosto - Gino Lisa, aviatore e ufficiale italiano († 1917)
- 19 agosto - Sabato Martelli Castaldi, generale e partigiano italiano († 1944)
- 19 agosto - Vilho Niittymaa, discobolo, martellista e pesista finlandese († 1979)
- 20 agosto - Pasquale Lugini, politico italiano († 1947)
- 20 agosto - Giuseppe Pagano, architetto e fotografo italiano († 1945)
- 20 agosto - Mirei Shigemori, architetto del paesaggio, storico e saggista giapponese († 1975)
- 21 agosto - Queena Mario, soprano statunitense († 1951)
- 22 agosto - Pierre Abadie-Landel, pittore francese († 1972)
- 22 agosto - Vera Amerighi Rutili, soprano italiano († 1952)
- 22 agosto - Dallas Brooks, generale e politico britannico († 1966)
- 22 agosto - Carlo Delcroix, militare, politico e scrittore italiano († 1977)
- 22 agosto - Frank Loomis, ostacolista statunitense († 1971)
- 22 agosto - Pierre Voizard, politico e funzionario francese († 1982)
- 23 agosto - Hubert von Meyerinck, attore tedesco († 1971)
- 23 agosto - Attilio Polato, pittore italiano († 1978)
- 23 agosto - Jacques Rueff, economista francese († 1978)
- 24 agosto - Paul Funk, calciatore svizzero († 1952)
- 24 agosto - Camillo Pellizzi, saggista, sociologo e politologo italiano († 1979)
- 24 agosto - Moriaki Shimizu, generale e diplomatico giapponese († 1979)
- 24 agosto - Atanasio Soldati, pittore italiano († 1953)
- 25 agosto - Keizō Shibusawa, imprenditore e politico giapponese († 1963)
- 26 agosto - Besse Cooper, supercentenaria e insegnante statunitense († 2012)
- 26 agosto - Giuseppe Crivelli, bobbista italiano († 1991)
- 26 agosto - Richard Pindle Hammond, compositore statunitense († 1980)
- 26 agosto - Hubert Mumelter, poeta italiano († 1981)
- 26 agosto - Juan Subercaseaux Errázuriz, arcivescovo cattolico cileno († 1942)
- 26 agosto - Fernando Tanucci Nannini, generale italiano († 1981)
- 27 agosto - Kurt Cuno, generale tedesco († 1961)
- 27 agosto - Peter Jamvold, velista norvegese († 1962)
- 27 agosto - Kenji Miyazawa, poeta, scrittore e agronomo giapponese († 1933)
- 27 agosto - Giacomo Moriondo, pittore italiano († 1957)
- 27 agosto - Mario Pontremoli, dirigente d'azienda, partigiano e ufficiale italiano († 1978)
- 27 agosto - Faina Ranevskaja, attrice sovietica († 1984)
- 28 agosto - Wim Addicks, calciatore olandese († 1985)
- 28 agosto - Harry Dénis, calciatore olandese († 1971)
- 28 agosto - Andreja Kojić, calciatore jugoslavo († 1952)
- 28 agosto - Áron Márton, vescovo cattolico rumeno († 1980)
- 28 agosto - Liam O'Flaherty, scrittore irlandese († 1984)
- 28 agosto - František Plodr, calciatore cecoslovacco († 1957)
- 29 agosto - Hans Tröger, generale tedesco († 1982)
- 30 agosto - Raymond Massey, attore canadese († 1983)
- 30 agosto - Louise Otto, nuotatrice tedesca († 1975)
- 31 agosto - Ettore Masetti, calciatore italiano († 1975)
- 31 agosto - Celio Rabotti, politico italiano († 1975)
- 31 agosto - Félix-Antoine Savard, scrittore canadese († 1982)

## Settembre(117)
- 1º settembre - Gina Amendola, attrice italiana († 1968)
- 1º settembre - Simon Barer, pianista ucraino († 1951)
- 1º settembre - André Hunebelle, regista francese († 1985)
- 1º settembre - A.C. Bhaktivedanta Swami Prabhupada, missionario e scrittore indiano († 1977)
- 2 settembre - Hinrich Lohse, politico tedesco († 1964)
- 2 settembre - Rosetta Pampanini, soprano italiano († 1973)
- 2 settembre - Walter Summers, regista e sceneggiatore inglese († 1973)
- 3 settembre - Herbert Jones, calciatore inglese († 1973)
- 3 settembre - Archimede Taverna, politico e imprenditore italiano († 1969)
- 4 settembre - Antonin Artaud, drammaturgo, attore e saggista francese († 1948)
- 4 settembre - Aspasia Manos, principessa greca († 1972)
- 4 settembre - Ernesto Pontieri, storico italiano († 1980)
- 4 settembre - Adolphe Reymond, calciatore svizzero († 1976)
- 4 settembre - Rodolphe Rubattel, politico svizzero († 1961)
- 4 settembre - Domenico Schierano, ciclista su strada italiano († 1957)
- 4 settembre - Arthur Tell Schwab, marciatore svizzero († 1945)
- 5 settembre - Albert Becker, scacchista austriaco († 1984)
- 5 settembre - Sirarpie Der Nersessian, storica dell'arte armena († 1989)
- 5 settembre - Heimito von Doderer, scrittore austriaco († 1966)
- 6 settembre - Balbino Clemente, calciatore spagnolo († 1941)
- 6 settembre - Beatrice Dominguez, ballerina e attrice statunitense († 1921)
- 6 settembre - Ettore Gasparini, calciatore italiano
- 6 settembre - Erling Gustavsen, calciatore norvegese († 1981)
- 6 settembre - Richard Hull, scrittore britannico († 1973)
- 6 settembre - Mario Praz, saggista, anglista e scrittore italiano († 1982)
- 6 settembre - Karl August Wittfogel, sociologo e sinologo tedesco († 1988)
- 7 settembre - Arturo Dell'Oro, aviatore italiano († 1917)
- 7 settembre - Antonio Di Donato, sindacalista e politico italiano († 1965)
- 7 settembre - Giuseppe Germani, calciatore e arbitro di calcio italiano († 1978)
- 7 settembre - Jack Stevens, generale e dirigente pubblico australiano († 1969)
- 7 settembre - Regino Sáinz de la Maza, chitarrista spagnolo († 1981)
- 7 settembre - Jesús María de Leizaola, politico spagnolo († 1989)
- 8 settembre - Artur Virgílio Alves dos Reis, truffatore portoghese († 1955)
- 8 settembre - Egisto Perino, generale e aviatore italiano († 1942)
- 8 settembre - Elmer Schoebel, pianista, compositore e arrangiatore statunitense († 1970)
- 9 settembre - Blanche Amblard, tennista francese († 1974)
- 9 settembre - Suzanne Amblard, tennista francese († 1980)
- 9 settembre - Aleksej Innokent'evič Antonov, generale sovietico († 1962)
- 9 settembre - Tommaso Colonnello, pittore italiano († 1975)
- 9 settembre - Ettore Frattari, politico italiano († 1976)
- 9 settembre - Marcel Huot, ciclista su strada francese († 1954)
- 9 settembre - Michele Mancino, politico italiano († 1995)
- 9 settembre - Ugo Spirito, filosofo italiano († 1979)
- 10 settembre - Adele Astaire, ballerina statunitense († 1981)
- 10 settembre - Luigi Ducci, politico italiano († 1988)
- 10 settembre - Vivian Edwards, attrice statunitense († 1949)
- 10 settembre - Ye Ting, generale cinese († 1946)
- 11 settembre - Elsa Triolet, scrittrice e partigiana francese († 1970)
- 12 settembre - Marguerite Laugier, astronoma francese († 1976)
- 12 settembre - Gino Manara, artigiano italiano († 1976)
- 12 settembre - Ottorino Orlandini, partigiano e antifascista italiano († 1971)
- 13 settembre - Sergej Petrovič Alekseev, regista sovietico († 1969)
- 13 settembre - Amado Alonso, filologo spagnolo († 1952)
- 13 settembre - Thomas F. Quinlan, vescovo cattolico e missionario irlandese († 1970)
- 14 settembre - Josef Fitzthum, generale austriaco († 1945)
- 14 settembre - Georges Piot, canottiere francese († 1980)
- 14 settembre - George Goodman Simpson, militare e aviatore britannico († 1990)
- 15 settembre - Mario Angeloni, politico, antifascista e avvocato italiano († 1936)
- 15 settembre - Harry Bagge, allenatore di calcio e calciatore inglese († 1967)
- 15 settembre - Hilda Heinemann, tedesca († 1979)
- 15 settembre - Eduardo Lonardi, generale e politico argentino († 1956)
- 15 settembre - Doko Toshio, manager giapponese († 1988)
- 16 settembre - Umberto Beer, ufficiale italiano († 1979)
- 16 settembre - Aldo Resega, militare e dirigente d'azienda italiano († 1943)
- 17 settembre - William Gopallawa, politico singalese († 1981)
- 17 settembre - Denise Grey, attrice italiana († 1996)
- 17 settembre - Augusto Lozzia, pittore italiano († 1962)
- 18 settembre - Ernst Bernhard, psicoanalista, pediatra e astrologo tedesco († 1965)
- 18 settembre - Gino Cancellotti, architetto italiano († 1986)
- 18 settembre - Giovanni De Gasperis, politico italiano
- 18 settembre - Ivan Efimovič Petrov, generale sovietico († 1958)
- 18 settembre - Mario Sartorio, calciatore italiano († 1934)
- 19 settembre - Eugen König, generale tedesco († 1985)
- 19 settembre - Raffaello Morghen, storico e medievista italiano († 1983)
- 19 settembre - Adelina Drysdale Munro, principessa italiana († 1942)
- 19 settembre - Giulia Schucht, violinista e insegnante russa († 1980)
- 20 settembre - Einar Gundersen, calciatore norvegese († 1962)
- 20 settembre - Elliott Nugent, regista, attore e sceneggiatore statunitense († 1980)
- 20 settembre - Friedrich Sämisch, scacchista tedesco († 1975)
- 20 settembre - Tommy Smart, calciatore inglese († 1968)
- 21 settembre - Walter Breuning, supercentenario statunitense († 2011)
- 21 settembre - Guido Marchi, calciatore italiano († 1969)
- 21 settembre - Francesco Meriano, poeta, giornalista e politico italiano († 1934)
- 22 settembre - Veno Pilon, pittore e fotografo sloveno († 1970)
- 22 settembre - Henry Segrave, pilota automobilistico e pilota motonautico britannico († 1930)
- 22 settembre - Tono, umorista, disegnatore e sceneggiatore spagnolo († 1978)
- 23 settembre - Antonietta Capelli, psichiatra e mistica italiana († 1974)
- 23 settembre - Armando Gambuti, calciatore italiano
- 23 settembre - Josef Gerö, dirigente sportivo e politico austriaco († 1954)
- 23 settembre - Mario Labroca, compositore e musicologo italiano († 1973)
- 23 settembre - Sam Millington, calciatore britannico
- 24 settembre - Maximiliane Ackers, attrice e scrittrice tedesca († 1982)
- 24 settembre - Ninetta Bartoli, politica italiana († 1978)
- 24 settembre - Francis Scott Fitzgerald, scrittore e sceneggiatore statunitense († 1940)
- 24 settembre - Giovanni Lucentini, imprenditore e politico italiano
- 24 settembre - Cândido de Oliveira, calciatore, allenatore di calcio e giornalista portoghese († 1958)
- 24 settembre - Angelo Zanti, attivista e partigiano italiano († 1945)
- 24 settembre - Edvige Maria d'Asburgo-Lorena, nobile austriaca († 1970)
- 25 settembre - Willem Hendrik van den Bos, astronomo olandese († 1974)
- 25 settembre - Paolo Botto, arcivescovo cattolico italiano († 1974)
- 25 settembre - Nino Cortese, storico italiano († 1972)
- 25 settembre - Sandro Pertini, politico, giornalista e partigiano italiano († 1990)
- 26 settembre - George Atlee Goodling, politico statunitense († 1982)
- 26 settembre - José Domingo Molina Gómez, generale e politico argentino († 1969)
- 26 settembre - Giannino Zanelli, giornalista e scrittore italiano († 1968)
- 27 settembre - Jaap Bulder, calciatore olandese († 1979)
- 27 settembre - Česlavs Stančiks, calciatore lettone († 1980)
- 28 settembre - Enea Bortolotti, matematico italiano († 1942)
- 28 settembre - Francesco Cavallini, calciatore italiano († 1945)
- 28 settembre - William Munford Tuck, politico statunitense († 1983)
- 28 settembre - Aldo Urbani, generale italiano († 1973)
- 29 settembre - Mihovil Borovčić Kurir, calciatore jugoslavo († 1980)
- 29 settembre - Pasquale Capone, militare italiano († 1943)
- 29 settembre - Sven Lundgren, mezzofondista svedese († 1960)
- 29 settembre - Eugenio Marotta, politico italiano († 1983)
- 29 settembre - Moisè Pontremoli, ufficiale, imprenditore e mercante italiano († 1960)
- 30 settembre - Peter Hansen, generale tedesco († 1967)

## Ottobre(107)
- 1º ottobre - Gaston Berger, filosofo e funzionario francese († 1960)
- 1º ottobre - Ted Healy, attore statunitense († 1937)
- 1º ottobre - Liaquat Ali Khan, politico pakistano († 1951)
- 1º ottobre - Fernando Silvestri, generale e aviatore italiano († 1959)
- 1º ottobre - Abraham Sofaer, attore britannico († 1988)
- 1º ottobre - Jacques Spitz, autore di fantascienza francese († 1963)
- 1º ottobre - Trijntje van Heerde, olandese († 1965)
- 2 ottobre - Jacques Duclos, politico francese († 1975)
- 3 ottobre - Francesco Da Gioz, partigiano italiano († 1945)
- 3 ottobre - Gerardo Diego, poeta e scrittore spagnolo († 1987)
- 3 ottobre - Maurice Gastiger, calciatore francese († 1966)
- 4 ottobre - Giovanni Giuseppe Baldi, avvocato e politico italiano
- 4 ottobre - Ida Frabboni, supercentenaria italiana († 2009)
- 4 ottobre - Arturo Jelardi, politico e giornalista italiano († 1944)
- 4 ottobre - Dorothy Lawrence, giornalista britannica († 1964)
- 4 ottobre - Giovanni Palazzolo, politico e avvocato italiano († 1972)
- 5 ottobre - Raimundo Fernández-Cuesta, politico e diplomatico spagnolo († 1992)
- 5 ottobre - Albrecht Knust, ballerino e coreografo tedesco († 1978)
- 5 ottobre - Arnaldo Porta, calciatore brasiliano († 1971)
- 5 ottobre - Constantin Rădulescu, calciatore, allenatore di calcio e arbitro di calcio rumeno († 1981)
- 5 ottobre - John Torstensson, calciatore svedese († 1972)
- 5 ottobre - Carlo Zanmatti, ingegnere italiano († 1978)
- 7 ottobre - Paulino Alcántara, calciatore e allenatore di calcio filippino († 1964)
- 7 ottobre - Bruno Boari, scultore, pittore e medaglista italiano († 1964)
- 7 ottobre - Ugo Facco De Lagarda, scrittore e partigiano italiano († 1982)
- 7 ottobre - Grete Rosenberg, nuotatrice tedesca († 1979)
- 7 ottobre - Felix Simon, alpinista, chimico e imprenditore tedesco († 1986)
- 8 ottobre - Julien Duvivier, regista, sceneggiatore e produttore cinematografico francese († 1967)
- 8 ottobre - Angelo Frattini, giornalista, scrittore e pittore italiano († 1967)
- 8 ottobre - Franz Peter, aviatore austro-ungarico († 1968)
- 9 ottobre - David Tennant Cowan, generale britannico († 1983)
- 9 ottobre - Herbert-Ernst Vahl, generale tedesco († 1944)
- 10 ottobre - Lester Germer, fisico statunitense († 1971)
- 10 ottobre - Roman Jakobson, linguista, semiologo e traduttore russo († 1982)
- 10 ottobre - Karl Neubauer, calciatore austriaco († 1954)
- 10 ottobre - Louis Wilke, allenatore di pallacanestro, allenatore di football americano e dirigente sportivo statunitense († 1962)
- 11 ottobre - Cesare Andrea Bixio, compositore italiano († 1978)
- 11 ottobre - Antonio Cortella, calciatore argentino († 1962)
- 11 ottobre - Giacinto Gambirasio, imprenditore, politico e poeta italiano († 1971)
- 11 ottobre - George Preston Marshall, dirigente sportivo statunitense († 1969)
- 11 ottobre - Stefan Pawlikowski, aviatore e generale polacco († 1943)
- 11 ottobre - Suzy Prim, attrice, sceneggiatrice e produttrice cinematografica francese († 1991)
- 11 ottobre - Enrico Turolla, grecista, latinista e bizantinista italiano († 1985)
- 11 ottobre - Ján Ursíny, politico e pastore protestante slovacco († 1972)
- 12 ottobre - Ruben Lagus, generale finlandese († 1959)
- 12 ottobre - Eugenio Montale, poeta, scrittore e traduttore italiano († 1981)
- 12 ottobre - Enrico Patti, allenatore di calcio, dirigente sportivo e calciatore italiano († 1973)
- 14 ottobre - Oscar Charleston, giocatore di baseball statunitense († 1954)
- 14 ottobre - Wolf-Heinrich von Helldorf, generale e poliziotto tedesco († 1944)
- 14 ottobre - Mara Čukleva, cantante e attrice bulgara
- 15 ottobre - Melville Cooper, attore britannico († 1973)
- 15 ottobre - Harry Frank, attore tedesco († 1947)
- 15 ottobre - Célestin Freinet, pedagogista e educatore francese († 1966)
- 15 ottobre - Pietro Linari, ciclista su strada e pistard italiano († 1972)
- 16 ottobre - Umberto Grazzi, diplomatico italiano († 1963)
- 17 ottobre - Hal K. Dawson, attore statunitense († 1987)
- 17 ottobre - Helen Dukas, biografa tedesca († 1982)
- 17 ottobre - Frank Forest, tenore e attore cinematografico statunitense († 1976)
- 17 ottobre - Alfredo Jeri, giornalista, scrittore e poeta italiano († 1962)
- 17 ottobre - Roman Petrovič Romanov, principe russo († 1978)
- 17 ottobre - Wolfgang Strobel, calciatore tedesco († 1945)
- 17 ottobre - Rodolfo Terlizzi, schermidore italiano († 1971)
- 18 ottobre - Marino Fabbri, militare italiano († 1928)
- 18 ottobre - Friedrich Hollaender, compositore tedesco († 1976)
- 18 ottobre - Vittorio Pelvi, calciatore italiano († 1949)
- 19 ottobre - Friedrich Bonte, militare tedesco († 1940)
- 19 ottobre - Leonardo Castellani, pittore e scrittore italiano († 1984)
- 19 ottobre - Nat Holman, cestista e allenatore di pallacanestro statunitense († 1995)
- 19 ottobre - Mārtiņš Zemītis, calciatore lettone († 1995)
- 19 ottobre - Domingos Coutinho, cavallerizza portoghese († 1984)
- 20 ottobre - Emilio Biaggini, politico italiano
- 20 ottobre - Emeric Imre Szasz, nuotatore e allenatore di pallanuoto ungherese († 1986)
- 21 ottobre - Salvatore Cabella, nuotatore e pallanuotista italiano († 1965)
- 21 ottobre - Evgenij L'vovič Švarc, scrittore e sceneggiatore sovietico († 1958)
- 22 ottobre - Michail Semënovič Chozin, generale sovietico († 1979)
- 22 ottobre - Georg Koßmala, generale tedesco († 1945)
- 22 ottobre - José Leitão de Barros, regista, sceneggiatore e montatore portoghese († 1967)
- 22 ottobre - Italia Marchesini, attrice italiana († 1972)
- 23 ottobre - Abram Jakovlevič Model', scacchista sovietico († 1976)
- 23 ottobre - Pard Pearce, giocatore di football americano statunitense († 1974)
- 23 ottobre - Lilyan Tashman, attrice statunitense († 1934)
- 24 ottobre - József Gera, politico e medico ungherese († 1946)
- 24 ottobre - Marjorie Joyner, imprenditrice, parrucchiera e attivista statunitense († 1994)
- 25 ottobre - Nils Backlund, pallanuotista svedese († 1964)
- 25 ottobre - Naciye Sultan, principessa ottomana († 1957)
- 26 ottobre - Howard Hanson, compositore e direttore d'orchestra statunitense († 1981)
- 26 ottobre - Eugène Lacomblé, militare olandese († 1942)
- 26 ottobre - Maria Zanoli, attrice italiana († 1977)
- 27 ottobre - Edith Brown, britannica († 1997)
- 27 ottobre - Margareta Petrovna Froman, ballerina, coreografa e insegnante russa († 1970)
- 27 ottobre - Moe Herscovitch, pugile canadese († 1969)
- 28 ottobre - Pietro Carloni, attore italiano († 1968)
- 28 ottobre - Marcia Manon, attrice francese († 1973)
- 28 ottobre - Ernesto Marchiandi, politico e sindacalista italiano
- 28 ottobre - Louis Renou, storico delle religioni, orientalista e filologo francese († 1966)
- 29 ottobre - Clodo Feltri, politico italiano († 1982)
- 29 ottobre - Xavier Moissinac, militare e aviatore francese († 1918)
- 29 ottobre - Giovanni Tragella, ciclista su strada e dirigente sportivo italiano († 1955)
- 30 ottobre - Ruth Gordon, attrice, commediografa e sceneggiatrice statunitense († 1985)
- 30 ottobre - Kostas Karyotakis, poeta e scrittore greco († 1928)
- 30 ottobre - Carl Erik Martin Soya, scrittore e drammaturgo danese († 1983)
- 30 ottobre - Antonino Votto, direttore d'orchestra e pianista italiano († 1985)
- 31 ottobre - Egisto Cappellini, politico e partigiano italiano († 1975)
- 31 ottobre - Cayetano Santos Godino, serial killer argentino († 1944)
- 31 ottobre - Angela Maria Guidi Cingolani, politica italiana († 1991)
- 31 ottobre - Ethel Waters, cantante e attrice statunitense († 1977)
- 31 ottobre - Margery Wilson, attrice e regista statunitense († 1986)

## Novembre(98)
- 1º novembre - Gabriele Bitterlich, mistica austriaca († 1978)
- 1º novembre - Edmund Blunden, scrittore, poeta e critico letterario britannico († 1974)
- 1º novembre - Piero Martines, calciatore italiano († 1943)
- 2 novembre - Eugenia Martinet, poetessa italiana († 1983)
- 2 novembre - Eduardo Alfredo Olivero, militare e aviatore argentino († 1966)
- 2 novembre - Silvio Palli, militare e aviatore italiano († 1918)
- 2 novembre - Linda Pini, attrice italiana († 1971)
- 3 novembre - Willi Hutter, calciatore tedesco († 1936)
- 3 novembre - Lorine Livingston Pruette, psicologa e scrittrice statunitense († 1976)
- 4 novembre - Joe Ackerley, scrittore e giornalista britannico († 1967)
- 4 novembre - Giuliano Cassiani Ingoni, generale italiano († 1962)
- 4 novembre - Rosolino Ferragni, politico, antifascista e giornalista italiano († 1973)
- 4 novembre - Antonio Guariento, politico italiano († 1975)
- 4 novembre - Carlos P. Garcia, politico e poeta filippino († 1971)
- 4 novembre - Auguste Ruyssevelt, calciatore belga
- 4 novembre - Ian Wolfe, attore statunitense († 1992)
- 5 novembre - Giovanni Duca, militare e partigiano italiano († 1944)
- 5 novembre - Ioan Maria Duma, vescovo cattolico rumeno († 1981)
- 5 novembre - Filippo Pelosi, politico italiano († 1980)
- 6 novembre - Filippo d'Assia, politico tedesco († 1980)
- 6 novembre - Marcello Caracciolo, costumista italiano († 1965)
- 6 novembre - Volfango d'Assia-Kassel, principe († 1989)
- 7 novembre - Charles Gray Catto, aviatore statunitense († 1972)
- 7 novembre - Vittorio Ugo Colajanni, politico italiano († 1979)
- 7 novembre - Arrigo Fugassa, scrittore italiano († 1940)
- 7 novembre - Mikhas Čarot, poeta e scrittore bielorusso († 1937)
- 8 novembre - Bucky Harris, giocatore di baseball e allenatore di baseball statunitense († 1977)
- 8 novembre - Giasone Tomassucci, liutaio italiano († 1976)
- 9 novembre - Marcel Katz, calciatore svizzero († 1975)
- 9 novembre - Pasquarosa, pittrice italiana († 1973)
- 9 novembre - Gabriele Pepe, militare italiano († 1941)
- 9 novembre - Hellmut von der Chevallerie, generale tedesco († 1965)
- 10 novembre - Olga Grey, attrice statunitense († 1973)
- 10 novembre - Heinz Prüfer, matematico tedesco († 1934)
- 11 novembre - Felice Platone, politico, partigiano e avvocato italiano († 1962)
- 12 novembre - Sálim Ali, ornitologo indiano († 1987)
- 12 novembre - Angelo Davoli, mezzofondista e siepista italiano († 1978)
- 12 novembre - Flavio Scano, architetto e ingegnere italiano († 1952)
- 13 novembre - Félix Dafauce, attore spagnolo († 1990)
- 13 novembre - Vincenzo Di Nanna, ingegnere e politico italiano († 1965)
- 13 novembre - Nobusuke Kishi, politico giapponese († 1987)
- 13 novembre - Wilhelm Raapke, generale tedesco († 1970)
- 14 novembre - Mamie Eisenhower, first lady statunitense († 1979)
- 14 novembre - Teodors Plade, calciatore lettone († 1949)
- 15 novembre - Giannino Ancillotto, ufficiale e aviatore italiano († 1924)
- 15 novembre - Gaetano Carolei, militare italiano († 1974)
- 15 novembre - Carsten Høeg, filologo classico danese († 1961)
- 15 novembre - Joseph Peckover, compositore di scacchi statunitense († 1982)
- 16 novembre - Emilio Barucco, calciatore italiano († 1982)
- 16 novembre - Enrico Gadda, aviatore e militare italiano († 1918)
- 16 novembre - Jim Jordan, attore statunitense († 1988)
- 16 novembre - Joan Lindsay, scrittrice e commediografa australiana († 1984)
- 16 novembre - Oswald Mosley, politico britannico († 1980)
- 16 novembre - Enrico Porrello, politico italiano († 1982)
- 16 novembre - Lawrence Tibbett, cantante e attore statunitense († 1960)
- 16 novembre - Koloman von Pataky, tenore ungherese († 1964)
- 17 novembre - Bortolo Eugenio Fina, politico italiano († 1971)
- 17 novembre - Romolo Lazzaretti, ciclista su strada italiano († 1979)
- 17 novembre - Flavio Rosso, militare italiano († 1917)
- 17 novembre - Lev Semënovič Vygotskij, psicologo e pedagogista sovietico († 1934)
- 18 novembre - Martinius Kristoffersen, calciatore norvegese († 1949)
- 19 novembre - Bruno Migliorini, linguista, filologo e esperantista italiano († 1975)
- 19 novembre - Anton Walbrook, attore austriaco († 1967)
- 20 novembre - Cesare Sabelli, aviatore italiano († 1984)
- 21 novembre - Marvin Loback, attore statunitense († 1938)
- 21 novembre - Massimo Pellicano, scrittore, giornalista e pittore italiano († 1967)
- 22 novembre - Angelo Calabretta, vescovo cattolico italiano († 1975)
- 22 novembre - Paul Conrath, generale tedesco († 1979)
- 22 novembre - George Reader, calciatore e arbitro di calcio inglese († 1978)
- 22 novembre - Joel Townsley Rogers, scrittore statunitense († 1984)
- 23 novembre - Ruth Etting, cantante e attrice statunitense († 1978)
- 23 novembre - Massimo Fink, bobbista italiano († 1956)
- 23 novembre - Antonio Gorini, militare e calciatore italiano († 1918)
- 23 novembre - Klement Gottwald, politico cecoslovacco († 1953)
- 23 novembre - Vіktor Stepanovyč Kosenko, compositore, pianista e docente russo († 1938)
- 23 novembre - Venere Pizzinato, supercentenaria italiana († 2011)
- 23 novembre - Hal Haig Prieste, atleta statunitense († 2001)
- 24 novembre - Duncan Walker, calciatore scozzese († 1961)
- 25 novembre - Albert Soegijapranata, arcivescovo cattolico indonesiano († 1963)
- 25 novembre - Priscilla Dean, attrice statunitense († 1987)
- 25 novembre - Tore Holm, velista svedese († 1977)
- 25 novembre - Jessie Royce Landis, attrice statunitense († 1972)
- 25 novembre - Benjamin Travis Laney, politico statunitense († 1977)
- 25 novembre - Virgil Thomson, compositore e critico musicale statunitense († 1989)
- 25 novembre - Filippo Zappi, militare, esploratore e diplomatico italiano († 1961)
- 26 novembre - Alfred Arndt, architetto tedesco († 1976)
- 26 novembre - Mario Martinoni, militare svizzero († 1981)
- 26 novembre - Pinna Nesbit, attrice canadese († 1950)
- 27 novembre - Giovanni Battista Angioletti, giornalista e scrittore italiano († 1961)
- 27 novembre - Bernardo Gusatti Bonsembiante, politico e presbitero italiano
- 27 novembre - Sigismondo di Prussia, nobile tedesco († 1978)
- 28 novembre - Albert Olsson, calciatore svedese († 1977)
- 28 novembre - Dawn Powell, scrittrice statunitense († 1965)
- 28 novembre - Lilia Skala, attrice austriaca († 1994)
- 29 novembre - Renzo Azaghi, calciatore italiano († 1965)
- 29 novembre - Jerome Daniel Hannan, vescovo cattolico statunitense († 1965)
- 29 novembre - Kurt Röpke, generale tedesco († 1966)
- 30 novembre - Jan Verheijen, sollevatore olandese († 1973)

## Dicembre(104)
- 1º dicembre - Marion Catherine Cave, antifascista britannica († 1949)
- 1º dicembre - Eugen Dasović, calciatore jugoslavo († 1980)
- 1º dicembre - Hans Müller, scacchista austriaco († 1971)
- 1º dicembre - Ethel Shutta, attrice e cantante statunitense († 1976)
- 1º dicembre - Georgij Konstantinovič Žukov, generale e politico sovietico († 1974)
- 2 dicembre - Billy Kirton, calciatore inglese († 1970)
- 2 dicembre - Alfred L. Werker, regista statunitense († 1975)
- 3 dicembre - Michael Balint, psicoanalista ungherese († 1970)
- 3 dicembre - Pietro Pascoli, politico e giornalista italiano († 1974)
- 3 dicembre - Carlo Schmid, giurista e politico tedesco († 1979)
- 4 dicembre - Arthur Mohns, calciatore tedesco († 1960)
- 4 dicembre - Nikolaj Semënovič Tichonov, scrittore sovietico († 1979)
- 5 dicembre - Carl Ferdinand Cori, biochimico ceco († 1984)
- 5 dicembre - Stuart Heisler, regista e montatore statunitense († 1979)
- 5 dicembre - Enzo Morelli, pittore e illustratore italiano († 1976)
- 6 dicembre - Ira Gershwin, librettista e paroliere statunitense († 1983)
- 6 dicembre - Marcel Pauker, politico rumeno († 1938)
- 6 dicembre - George Trafton, giocatore di football americano e pugile statunitense († 1971)
- 7 dicembre - Mario Benzing, scrittore e traduttore italiano († 1958)
- 7 dicembre - Yu Dafu, scrittore e poeta cinese († 1945)
- 8 dicembre - Bryan Foy, regista e produttore cinematografico statunitense († 1977)
- 8 dicembre - Ulrich Greifelt, generale tedesco († 1949)
- 8 dicembre - Christl Mardayn, soprano e attrice austriaca († 1971)
- 8 dicembre - Ezio Roselli, ginnasta italiano († 1963)
- 9 dicembre - Goodwin Knight, politico statunitense († 1970)
- 9 dicembre - Gösta Runö, pentatleta svedese († 1922)
- 9 dicembre - Ernesto Enrico di Sassonia, nobile tedesco († 1971)
- 9 dicembre - Fritz von Scholz, generale austriaco († 1944)
- 9 dicembre - Alf Simensen, calciatore norvegese († 1983)
- 10 dicembre - Giacomo Alberti, architetto svizzero († 1973)
- 10 dicembre - Odoardo Bacchelli, militare italiano († 1917)
- 10 dicembre - Luciano Baldessari, architetto, scenografo e designer italiano († 1982)
- 10 dicembre - Giovanni Caso, politico italiano († 1958)
- 10 dicembre - Carlo Frassinelli, editore e antifascista italiano († 1983)
- 10 dicembre - Vivienne Osborne, attrice statunitense († 1961)
- 10 dicembre - Luís Augusto Vinhaes, allenatore di calcio brasiliano († 1960)
- 11 dicembre - Enrico Colli, fondista italiano († 1982)
- 11 dicembre - Ladislao Sugar, editore musicale e produttore discografico ungherese († 1981)
- 12 dicembre - Irving Davis, calciatore statunitense († 1958)
- 12 dicembre - Vasilij Nikolaevič Gordov, generale sovietico († 1950)
- 12 dicembre - Nicola Fausto Neroni, regista, sceneggiatore e direttore del doppiaggio italiano († 1974)
- 12 dicembre - Guido Spagnoli, compositore italiano († 1963)
- 13 dicembre - Arturo Cronia, linguista italiano († 1967)
- 13 dicembre - Rafael Garza Gutiérrez, allenatore di calcio e calciatore messicano († 1974)
- 13 dicembre - Dante Pagnottini, militare italiano († 1936)
- 14 dicembre - Jimmy Doolittle, generale e aviatore statunitense († 1993)
- 15 dicembre - Paul Citroen, pittore, fotografo e regista olandese († 1983)
- 15 dicembre - Miles Dempsey, generale britannico († 1969)
- 15 dicembre - Betty Smith, scrittrice statunitense († 1972)
- 15 dicembre - José Vidal, calciatore uruguaiano († 1974)
- 16 dicembre - Fred Allen, montatore e regista statunitense († 1955)
- 16 dicembre - Anna Anderson, polacca († 1984)
- 16 dicembre - Mariano d'Ayala Godoy, militare e aviatore italiano († 1918)
- 16 dicembre - Ivan Merz, insegnante croato († 1928)
- 17 dicembre - Armando Bussi, antifascista e partigiano italiano († 1944)
- 17 dicembre - Mykola Cegel'skij, presbitero ucraino († 1957)
- 17 dicembre - Harry Chambers, calciatore inglese († 1949)
- 17 dicembre - Francesco Ferrarin, generale e aviatore italiano († 1964)
- 17 dicembre - Gérard Walter, storico francese († 1974)
- 17 dicembre - Anastasija Platonovna Zueva, attrice sovietica († 1986)
- 18 dicembre - José Ibáñez Martín, politico spagnolo († 1969)
- 18 dicembre - Stanisław Mackiewicz, scrittore e politico polacco († 1966)
- 18 dicembre - Edwin Myers, astista statunitense († 1978)
- 20 dicembre - Frederick Browning, generale e bobbista britannico († 1965)
- 20 dicembre - Sergej Buchteev, allenatore di calcio e calciatore sovietico († 1947)
- 20 dicembre - Edoardo Cecere, militare e partigiano italiano († 1944)
- 21 dicembre - Valerij Ivanovič Glivenko, matematico, logico e statistico sovietico († 1940)
- 21 dicembre - Melchiorre Luise, basso italiano († 1967)
- 21 dicembre - Tito Petralia, direttore d'orchestra e compositore italiano († 1982)
- 21 dicembre - Konstantin Konstantinovič Rokossovskij, generale sovietico († 1968)
- 22 dicembre - Alberto Briganti, generale e aviatore italiano († 1997)
- 22 dicembre - Giuseppe Garlato, politico italiano († 1988)
- 22 dicembre - Rosolino Montano, calciatore italiano († 1942)
- 23 dicembre - Angelo Di Rocco, politico italiano († 1968)
- 23 dicembre - Fausto Lazotti, calciatore italiano
- 23 dicembre - Máiréad Ní Ghráda, drammaturga e poetessa irlandese († 1971)
- 23 dicembre - Giuseppe Tomasi di Lampedusa, nobile e scrittore italiano († 1957)
- 24 dicembre - Hortense Powdermaker, antropologa statunitense († 1970)
- 25 dicembre - Hermann Jónasson, politico islandese († 1976)
- 25 dicembre - Joachim von Siegroth, generale tedesco († 1945)
- 25 dicembre - Ludmila Smanova, attrice russa († 1951)
- 26 dicembre - Kalmi Baruh, ispanista bosniaco († 1945)
- 26 dicembre - Karl Brown, direttore della fotografia, sceneggiatore e regista statunitense († 1990)
- 26 dicembre - Mario Fascetti, militare italiano († 1940)
- 26 dicembre - Xue Yue, generale cinese († 1998)
- 27 dicembre - Leonida Bertucci, calciatore e allenatore di calcio italiano († 1979)
- 27 dicembre - Louis Bromfield, scrittore, commediografo e giornalista statunitense († 1956)
- 27 dicembre - Maurice Dewaele, ciclista su strada, ciclocrossista e pistard belga († 1952)
- 27 dicembre - Mór Rázsó, calciatore ungherese († 1945)
- 27 dicembre - Carl Zuckmayer, scrittore, drammaturgo e sceneggiatore tedesco († 1977)
- 28 dicembre - Philippe Étancelin, pilota automobilistico francese († 1981)
- 28 dicembre - Aleksandr Veniaminovič Mačeret, regista cinematografico sovietico († 1979)
- 28 dicembre - Roger Sessions, compositore e critico musicale statunitense († 1985)
- 29 dicembre - David Alfaro Siqueiros, pittore messicano († 1974)
- 29 dicembre - Paul Bauer, alpinista, avvocato e scrittore tedesco († 1990)
- 29 dicembre - Edoardo Corsi, scrittore italiano († 1965)
- 29 dicembre - Oswald Kabasta, musicista e direttore d'orchestra austriaco († 1946)
- 29 dicembre - François Langers, calciatore lussemburghese († 1929)
- 30 dicembre - József Erdélyi, poeta ungherese († 1978)
- 30 dicembre - Tom Keene, attore statunitense († 1963)
- 31 dicembre - John Baxter, regista cinematografico britannico († 1975)
- 31 dicembre - Maria Luisa di Borbone-Orléans, principessa francese († 1973)
- 31 dicembre - Adolfo Celli, calciatore argentino († 1968)
- 31 dicembre - Carl Ludwig Siegel, matematico tedesco († 1981)

## Senza giorno specificato(97)
- Mehemed Fehmy Agha, designer russo († 1978)
- Franco Agosto, politico italiano († 1985)
- Johan Åkerman, economista svedese († 1982)
- Alfred Andreasen, inventore danese († 1978)
- Pavel Grigor'evič Antokolskij, poeta russo († 1978)
- Laura Babini, traduttrice italiana († 1970)
- Oreste Badellino, latinista e lessicografo italiano († 1975)
- Kurt Volmar Berger, ingegnere finlandese († 1977)
- Charles Biefer, pallanuotista svizzero
- Blind Blake, cantante e chitarrista statunitense († 1934)
- Olimpio Bobbio, attore italiano († 1949)
- Giovanni Bonmartini, militare, aviatore e imprenditore italiano
- Cesarino Branduani, scrittore italiano († 1976)
- Norbert Bézard, sindacalista francese († 1956)
- Francesco Campolo, militare italiano († 1941)
- Andrea Canestri, giornalista, scrittore e poeta italiano († 1959)
- Raffaele Cantoni, antifascista italiano († 1971)
- Alberto Castellanos, botanico e esploratore argentino († 1968)
- Filippo Castoldi, calciatore italiano
- Frederick Nutter Chasen, zoologo britannico († 1942)
- Arthur Reginald Chater, generale inglese († 1979)
- Joseph Cludts, pallanuotista belga
- Maria Colombo Sassi, pittrice italiana († 1982)
- Francesco Confalonieri, militare italiano († 1940)
- Giulio Confalonieri, musicologo, compositore e pianista italiano († 1972)
- Pat Convery, pallanuotista irlandese († 1968)
- Giovanni Corradini, calciatore italiano
- Gustavo Cumin, geografo italiano († 1956)
- Homer Dudley, ingegnere statunitense († 1980)
- Maria Eis, attrice tedesca († 1954)
- Guido Farina, pittore italiano († 1957)
- Károly Fatter, allenatore di calcio e calciatore ungherese
- Angiolo Fedi, imprenditore italiano († 1992)
- Bruno Fedi, religioso italiano († 1958)
- Carol Frech, calciatore rumeno († 1959)
- Iuliu Alexandru Fuhrman, calciatore rumeno
- Enrico Giammarco, militare italiano († 1940)
- François Gibens, ginnasta belga († 1961)
- Lorenzo Gigli, artista, pittore e incisore italiano († 1983)
- Francesco Giordani, chimico italiano († 1961)
- Madeleine Grey, cantante e soprano francese († 1979)
- Kurt Gruber, aviatore austro-ungarico († 1918)
- Albert Hintermann, calciatore svizzero
- Harry William Holmes, esperantista britannico († 1986)
- Sidney Hunt, disegnatore, pittore e poeta inglese († 1940)
- Gordon Jennings, effettista statunitense († 1953)
- Mohammed Karim, regista, sceneggiatore e montatore egiziano († 1972)
- Sándor Kasza, aviatore austro-ungarico († 1945)
- Stella Kramrisch, storica dell'arte ceca († 1993)
- Kwok Po Kan, tennista e calciatore cinese
- Leopold König, calciatore austriaco
- Adelmo Landini, inventore italiano († 1965)
- Angelo Luzzani, avvocato e calciatore italiano († 1960)
- Vasco Magrini, aviatore italiano († 1961)
- Maria Marchesini, saggista italiana († 1933)
- Ubaldo Alberto Mellini Ponce de León, diplomatico e politico italiano († 1969)
- Angelo Mezzanotte, calciatore italiano
- Zygmunt Muchniewski, politico polacco († 1979)
- Vittorio Nappi, mafioso italiano († 1978)
- Osvaldo Novo, calciatore italiano († 1983)
- Michail Ochitovič, sociologo, economista e architetto sovietico († 1937)
- Okuro Oikawa, astronomo giapponese († 1980)
- Ezio Panciera, imprenditore italiano († 1960)
- Alfredo Panella, pilota motociclistico italiano
- Vangelis Papazoglou, musicista e compositore greco († 1943)
- Felice Paradiso, pediatra italiano († 1973)
- Ricardo Pepe, calciatore argentino
- Ferdinando Peretti, imprenditore italiano († 1977)
- Giuseppe Pironi, calciatore italiano
- Biagio Pogliano, imprenditore e inventore italiano († 1956)
- Ivan Ivanovič Pogosskij, ingegnere aeronautico sovietico († 1934)
- Cvjetko Popović, rivoluzionario serbo († 1980)
- Boris Popovič, calciatore russo († 1943)
- Alexandra Rebikova, attrice russa († 1957)
- Angelo Rognoni, pittore italiano († 1957)
- Isma'il Safwat, generale iracheno († 1972)
- Tato, artista italiano († 1974)
- Isacco Sciaky, filosofo greco († 1979)
- Gabriella Seidenfeld, politica croata († 1977)
- Manfred Stern, militare e agente segreto austro-ungarico († 1954)
- Tang Hao, storico cinese († 1959)
- Adriano Tardelli, antifascista italiano († 1945)
- Ubaldo Toffanetti, tenore italiano († 1965)
- Pietro Torta, ingegnere e esperantista italiano († 1973)
- Vittorio Trucchi, militare italiano († 1942)
- Mujo Ulqinaku, militare albanese († 1939)
- Attilio Venosta, carabiniere italiano
- Jānis Veselis, scrittore lettone († 1962)
- Nicolás Vivaldo, calciatore argentino († 1990)
- Gaetano Viviani, baritono italiano († 1954)
- Gerhard Wolf, politico tedesco († 1971)
- Aleksander Zawisza, politico polacco († 1977)
- Luisa Zeni, agente segreta e scrittrice italiana († 1940)
- Nafije Zogu, principessa albanese († 1955)
- Filipe dos Santos, calciatore portoghese († 1941)
- Boris Ivanovič Čeranovskij, ingegnere sovietico († 1970)
- Sayyid Salih Jabr, politico iracheno († 1957)